# Psychoanalyse

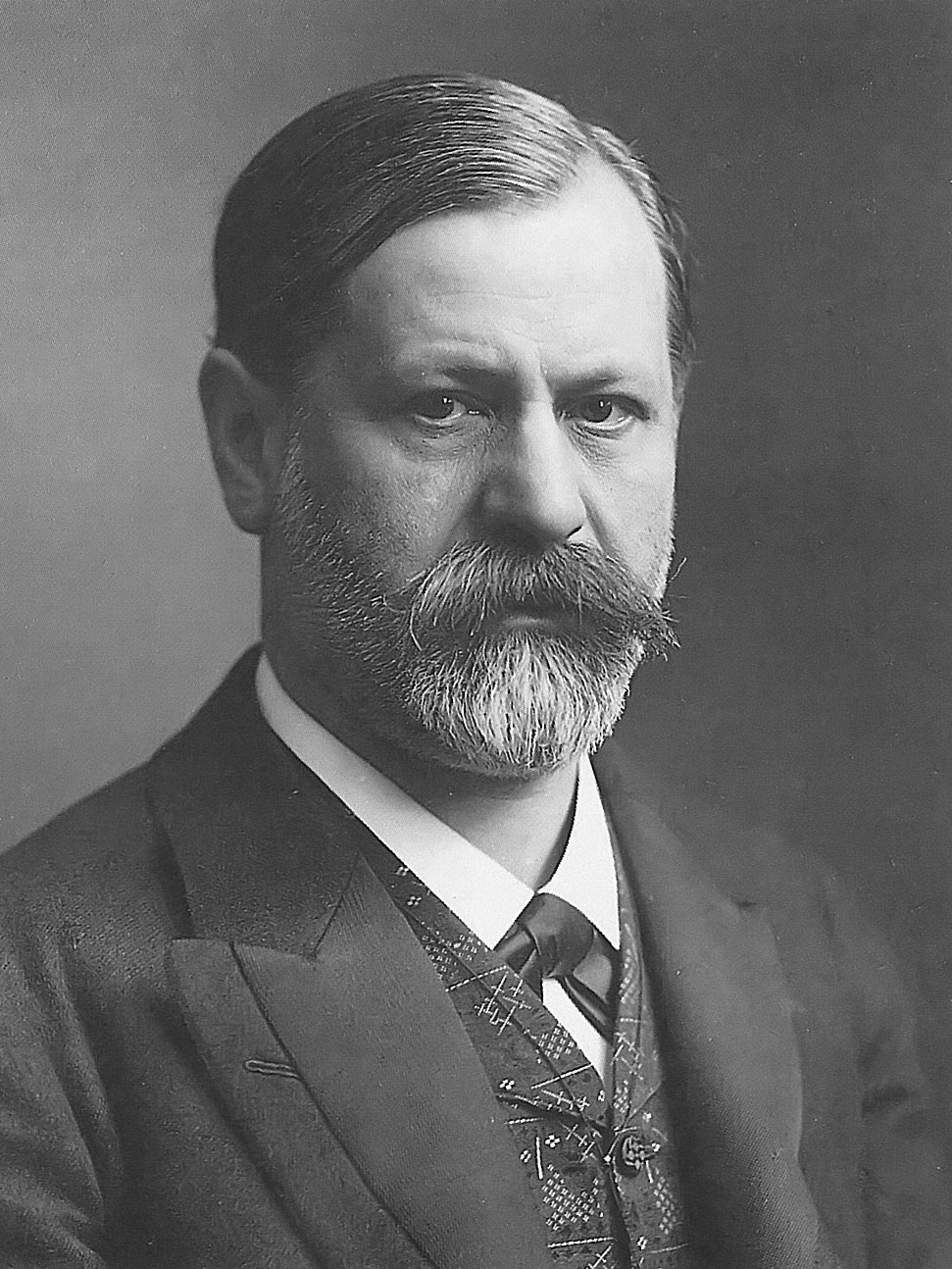
Sigmund Freud, Begründer der Psychoanalyse, um 1900

Die Psychoanalyse (von altgriechisch ψυχή psychḗ ‚Atem, Hauch, Seele‘, und ἀνάλυσις análysis ‚Zerlegung‘, im Sinne von „Untersuchung der Seele“) ist eine psychologische Theorie, Kulturtheorie, psychotherapeutische Behandlungsform und Methode zur Selbsterfahrung, die um 1890 vom Wiener Arzt Sigmund Freud begründet wurde. Aus der Psychoanalyse haben sich die verschiedenen Schulen der Tiefenpsychologie entwickelt.
Der Begriff Psychoanalyse steht sowohl für das auf Freuds Theorien über die Psychodynamik des Unbewussten gegründete Beschreibungs- und Erklärungsmodell der menschlichen Psyche als auch für die analytische Psychotherapie und für die psychoanalytische Methodik, die sich auch mit der Untersuchung kultureller Phänomene beschäftigt. In allen drei Aspekten wird die Psychoanalyse bis heute von Klinikern und Forschern weiterentwickelt und verändert. So ist die Psychoanalyse als medizinisch-psychologische Disziplin heute durch einen theoretischen, methodischen und therapeutischen Pluralismus charakterisiert.
Verschiedene Studien und Metaanalysen zeigen, dass die Psychoanalyse effektiv und wirksam in der Behandlung psychischer Störungen ist.

## Definitionen
Entsprechend den Definitionen, die Freud in dem 1923 von Max Marcuse herausgegebenen Handwörterbuch der Sexualwissenschaft formulierte, unterscheidet man die Psychoanalyse als Theorie mit Aussagen über Entwicklung, Struktur und Funktion der menschlichen Psyche, als Methode zur Untersuchung seelischer Vorgänge und Krankheiten und als ein therapeutisches Verfahren.

### Psychoanalyse als Theorie
Die Psychoanalyse ist in der Hauptsache eine Theorie über unbewusste, psychische Vorgänge. Nach Freud beschränkt sie sich nicht auf das Individuum, sondern hat darüber hinaus zum Ziel, eine umfassende Konzeption des Mentalen und der Körperlichkeit auch in den soziokulturellen Bereichen zu erarbeiten. Hierfür fasste er in seiner Metapsychologie die grundlegenden Elemente der psychoanalytischen Forschung zusammen: das Kriterium der Dynamik, das der Topik und das der Ökonomie.
Diese Kriterien liegen insbesondere Freuds Modell der Psyche zugrunde, da sich dessen drei Instanzen (Es, Ich und Über-Ich) funktional wie auch topisch ergänzen und die Gesundheit des gesamten Organismus von der einwandfreien Ökonomie der triebenergetischen Dynamik charakterisiert ist. Hierbei lässt sich der Zustand der Gesundheit nach Auffassung des Autors „eben nicht anders beschreiben als metapsychologisch“, womit also gemeint ist, dass das Modell der Psyche die genannten Bedingungen sowohl logisch als auch empirisch gesichert integriert. Evolutionstheoretische Erwägungen und Forschungsbefunde bilden das Fundament der metapsychologischen Definition des Begriffes Gesundheit. Neben der reinen Physiologie und dem Vermögen zur Erschaffung von Kulturen, umfasst er, ausgehend von den hypothetisch angeborenen Verhaltensgrundlagen, auch die Theorie zur psychischen Entwicklung des Homo sapiens als die sozial und mental am höchsten entwickelte Lebensform in der Ordnung der Primaten.
In der Metapsychologie sah Freud „das äußerste Ziel der Psychoanalyse“, jedoch als eines, dessen Erreichung zu Beginn des 20. Jahrhunderts nicht möglich war: Die damaligen Versuche blieben „ein Torso, ich brach nach wenigen Abhandlungen (Triebe und Triebschicksale – Verdrängung – Das Unbewußte – Trauer und Melancholie usw.) ab und tat gewiß wohl daran, denn die Zeit für solche theoretische Festlegung war noch nicht gekommen“. Dieser Begründung zum Abbruch der Metapsychologie liegt die Feststellung wichtiger damals noch fehlender wissenschaftlicher Entwicklungen zugrunde. Weder existierten fundierte Beschreibungen zum Verhalten unserer primatischen Verwandten, noch bot die zeitgenössische Neurologie genaueres über die Funktionen der verschiedenen Bereiche des menschlichen Gehirns. Die Erkenntnisse beispielsweise, dass sich Persönlichkeitsvorstellungen und Planung des sozialen Verhaltens als höchste Formen des bewussten Denkens im Frontbereich des Neocortex entwickeln, der limbische Gehirnbereich darunter hingegen neben anderem für das dauerhafte Einprägen der Erfahrungen zuständig ist (funktionaler Aspekt des Über-Ichs) stellen wissenschaftliche Errungenschaften erst des 21. Jahrhunderts dar und werden u. a. von der Neuropsychoanalyse in Freuds Modell der Seele integriert. Derselben postfreudschen Forschungsepoche entstammt die Entdeckung, dass in der Lebensform unserer nächsten evolutionären Verwandten kein überstarker Urvater mit seinem Harem existiert (wie der Autor erstmals in Totem und Tabu postulierte und in Massenpsychologie und Ich-Analyse einer Nachbeurteilung unterzieht), sondern zwei Gruppen der erwachsenen Geschlechter (vgl. Der Schimpansenkrieg von Gombe).
Zum theoretisch zentralen Bereich der Psychoanalyse gehört schließlich noch die Annahme, dass die Funktionen der drei Instanzen Es, Ich und Über-Ich (Sitz der angeborenen Bedürfnisse, des ihrer Stillung dienenden Beurteilens der Umwelt und der durch das Handeln anfallenden Erfahrungen) nicht genau mit dem sog. Un-, Vor- und Bewusstsein übereinstimmen. So kann ein Bedürfnis des Es, das dem Ich einmal innerlich wahrnehmbar und bewusst war, infolge traumatischer Erfahrungen ins Unbewusste verlagert oder zurückgedrängt werden. Diesen energetisch aufwändigen, daher auch vom Kriterium der Ökonomie erfassten Vorgang bezeichnete Freud als „Verdrängung“. Dieses Phänomen geht häufig einher mit dem Beginn eines neurotischen Leidens, daher existiert an diesem Punkt der psychoanalytischen Theorien ein möglicher Übergang zu ihrer Anwendung als Therapie. In der Aussage „Wo Es war, soll Ich werden“ fasste Freud deren eigentliches Ansinnen zusammen: die Aufhebung der Verdrängung, indem es dem Ich gelingt, sich die betroffenen Es-Anteile wieder bewusst zu machen. Die dafür aufzubringenden Anstrengungen verglich er mit einem seinerzeit berühmten zivilisatorischen Großprojekt: die Trockenlegung der Zuidersee.
Die Vollendung der Metapsychologie stellt einen unverzichtbaren Bestandteil dieses Vorhabens dar. Ohne Primatenethologie – deren zeitgenössisches Fehlen Freud noch einmal in Der Mann Moses konstatierte – existiert keine im Sinne der Evolutionstheorie fundierte Option, das von ihm zur Diskussion gestellte Zusammenlebensmodell der Darwinschen Urhorde in einem ersten Schritt zu überprüfen, ggf. zu korrigieren – somit auch keine Möglichkeit, die Verschiedenheit der dem Es angeborener Maßen innewohnenden Bedürfnisse naturwissenschaftlich zu präzisieren (etwa den Sozialitätsinstinkt neben der körperlichen Lust und der eher geistig angelegten Wissbegierde). Die Notwendigkeit, den von Freud hinterlegten Torso zu einem vollständigen Modell der seelischen Gesundheit zu entwickeln, erhellt sich insbesondere aus den Anforderungen, die die Diagnostik an den Analytiker stellt, denn ohne solche dem Ich bewusst zugänglichen Inhalte sind ihm Beschaffenheit und Herkunft der pathogenen Abweichungen nicht in der ganzen wünschenswerten Deutlichkeit zu erkennen. Nichtsdestotrotz leisten Mitteilungen und Auseinandersetzungen dieser Art auch auf Seiten der Klienten einen nicht unerheblichen Beitrag zur Wiedererstarkung des Ichs. Siehe auch den Freudschen „Primat des Intellekts“ (im Dienste des Es).
Psychoanalytiker der auf Freud folgenden Generationen haben die Psychoanalyse in vielfältige Richtungen weiterentwickelt, teils mit seinen metapsychologischen Grundanschauungen übereinstimmend, teils weit von ihnen abweichend. Diese stetige Differenzierung der psychoanalytischen Theorie und Methodik hat – ergänzt um integrative Bemühungen – zur Entstehung einer Vielzahl von psychoanalytischen Schulen mit unterschiedlichen Konzepten und Schwerpunkten geführt. Dazu zählen z. B. die Ich-Psychologie, die Objektbeziehungstheorie (u. a. Melanie Klein, Donald Winnicott, Wilfred Bion), die Selbstpsychologie (Heinz Kohut), die Relationale und Intersubjektive Schule der Psychoanalyse sowie die Strukturalistische oder Strukturale Psychoanalyse (Jacques Lacan).(Siehe auch Weiterentwicklung der Topik.)

### Psychoanalyse als Methode
Die Psychoanalyse als psychologisches Theoriegebäude hat außerdem Methoden zur Untersuchung des menschlichen Erlebens, Denkens und Verhaltens – sowohl einzelner Menschen (z. B. Entwicklungspsychologie, Psychopathologie) als auch von Gruppen (Massenpsychologie) und Kulturen (Ethnopsychoanalyse) – hervorgebracht. Leitidee ist, dass sich hinter der wahrnehmbaren „Oberfläche“ von Verhaltensweisen (z. B. eines individuellen Verhaltens), aber auch hinter Normen und Werten einer kulturellen Gemeinschaft oft unbewusste, dem Ich nicht ohne Weiteres bewusst zugängliche Inhalte und Bedeutungen verbergen, die sich mit Hilfe der psychoanalytischen Konzepte und Methoden jedoch aufdecken lassen und verständlich werden.
In den Jahrzehnten nach Freud haben andere Psychoanalytiker weitere Methoden entwickelt, so z. B. zur Analyse der Persönlichkeitsstruktur (u. a. Arbeitskreis OPD) oder der Erzählstrukturen (z. B. Boothe: Erzählanalyse JAKOB). Auch Märchen, Mythen und Werke der bildenden Kunst, der Literatur und des Films wurden psychoanalytisch interpretiert.

### Psychoanalyse als Therapie

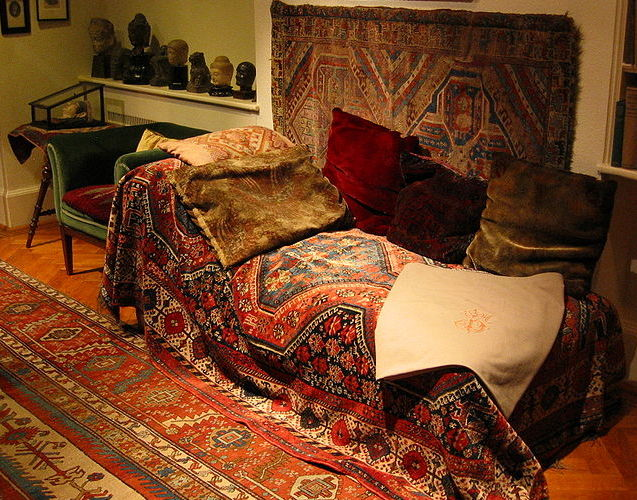
Behandlungscouch von Sigmund Freud im Freud-Museum (London)

Im engeren Sinn ist die Psychoanalyse ein psychotherapeutisches Behandlungsverfahren. Im Unterschied zu den übenden bzw. trainierenden Verfahren (wie Verhaltenstherapie) zählt sie zu den aufdeckenden Therapien, die versuchen, dem Patienten ein vertieftes Verständnis für die ursächlichen, ihm bislang meist unbewussten Zusammenhänge seines Leidens zu vermitteln. Es wäre jedoch ein Missverständnis, im Gewinn solcher Einsichten das eigentliche Ziel einer psychoanalytischen Therapie zu vermuten. Vielmehr wird dem Klienten eine weitgehende Umstrukturierung seiner Persönlichkeit insbesondere in denjenigen Bereichen ihres Gefühlslebens und zwischenmenschlichen Verhaltens anempfohlen, die symptomatisch ins Leiden involviert waren und ohne die diagnostisch empfohlenen Änderungen seines Lebenswandels weiterhin beitragen würden zur Psychopathologie des Alltags.

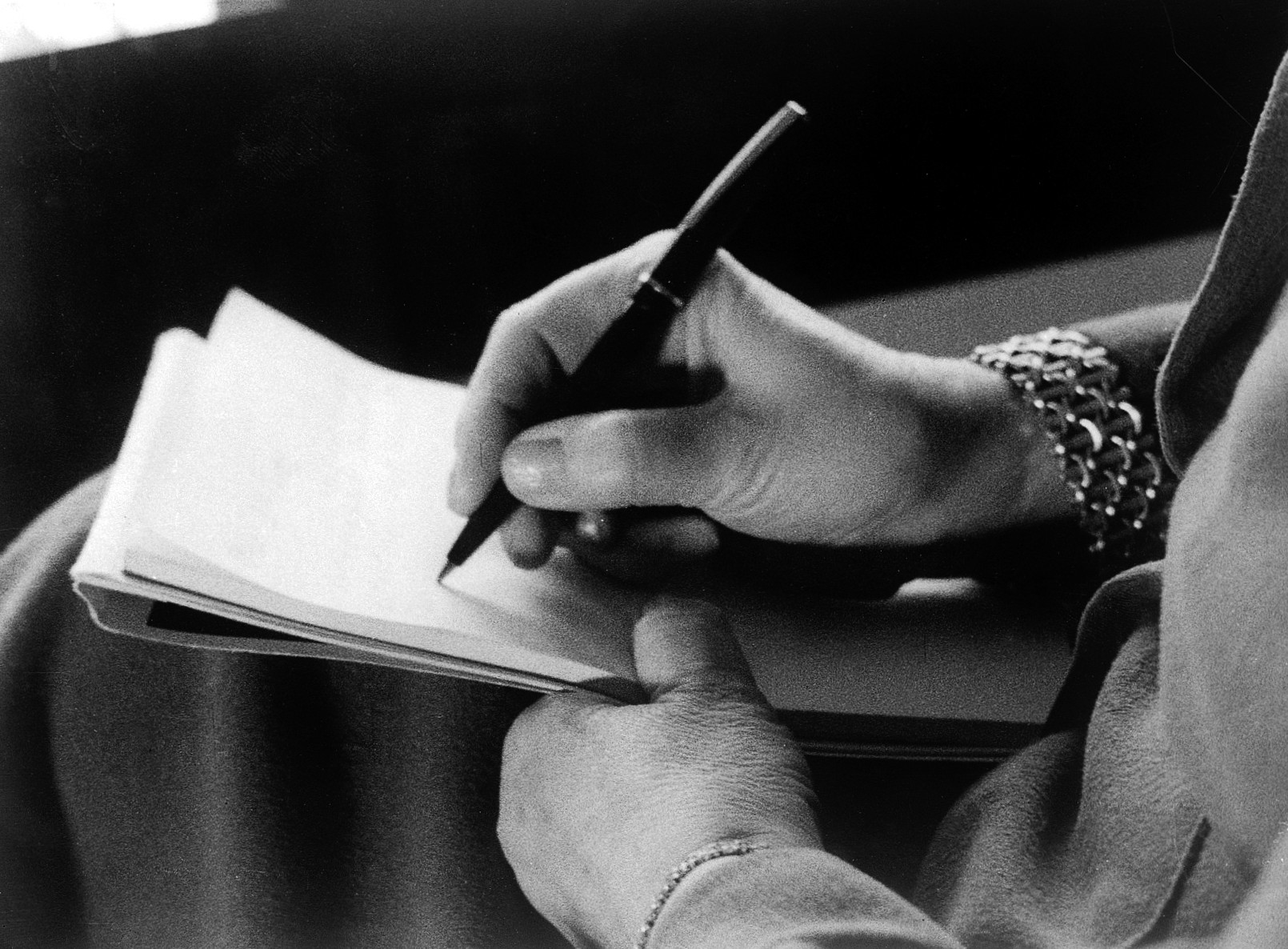
Die Psychoanalytikerin Melanie Klein beim Notieren

Die klassische Psychoanalyse findet in drei bis fünf Sitzungen von je 50 Minuten Dauer pro Woche statt, oft über mehrere Jahre. Der Patient – bzw. im Fall von Selbsterfahrung oder einer Lehranalyse der Analysand – liegt auf einer Couch und sagt möglichst unzensiert alles, was ihn gerade bewegt bzw. ihm durch den Sinn geht (freies Assoziieren). Der Analytiker sitzt hinter ihm, hört mit einer Haltung „gleichschwebender Aufmerksamkeit“ zu und stellt dem Analysanden, wann immer er einen dafür geeigneten Moment sieht, die während des psychoanalytischen Prozesses erarbeiteten Annahmen zur Verfügung („Deutung“), damit dieser sie seinerseits prüfe. Insbesondere bemüht sich der Analytiker, die sich in der Beziehung zu ihm einstellenden Übertragungen typischer emotionaler Muster bzw. Motive des Analysanden aufzuspüren, und ihre Bedeutung innerhalb der Psychodynamik des Analysanden zu interpretieren, um sie einer Veränderung zugänglich zu machen („Übertragungsanalyse“). Auch die Traumanalyse kommt während der analytischen Behandlung zur Anwendung – nach Freud der Königsweg zur Erkundung des Unbewussten.
Neben der „großen“ psychoanalytischen Therapie mit bis zu 300, von der gesetzlichen Krankenversicherung finanzierbaren Sitzungen – als analytische Psychotherapie bezeichnet – sind heute kürzer dauernde tiefenpsychologische Therapieformen weit verbreitet wie beispielsweise die tiefenpsychologisch fundierte Psychotherapie, bei der sich Analytiker und Analysand gegenübersitzen und sich ein- bis zweimal wöchentlich treffen. Erwähnenswert sind noch die psychoanalytischen Fokaltherapien und Kurzzeittherapien, bei denen versucht wird, ein zentrales, mehr oder weniger klar umschriebenes Problem in insgesamt ca. 20 bis 30 Sitzungen zu behandeln, sowie die „niederfrequente psychoanalytische Psychotherapie“, mit ein bis zwei Sitzungen wöchentlich.
Es wurden Methoden entwickelt, die besonders für die Behandlung von spezifischen psychischen Störungen geeignet sind.
Die Psychoanalyse findet Anwendung bei Erwachsenen sowie bei Kindern und Jugendlichen. Zudem gibt es psychoanalytische Paar- und Familientherapie, Gruppenanalyse, stationäre psychodynamische Therapie und psychoanalytisch orientierte Supervision.

## Grundlagen der psychoanalytischen Theorie

### Grundannahmen
1. Die Entwicklung einer Person kann von vergessenen Kindheitserinnerungen und Traumata bestimmt werden.[15][16][17]
2. Menschliches Verhalten und Erleben kann unbewusst und von Trieben bestimmt sein.[18][19][20]
3. Versuche, dieses unbewusste Material ins Bewusstsein zu bringen, können zu Widerständen in Form von Abwehrmechanismen führen, zum Beispiel Verdrängung.[21][20]
4. Konflikte zwischen bewusstem und unbewusstem Material können zu psychischen Störungen führen.[22][23][24][25][26]
5. Unbewusstes Material kann in Träumen, Versprechern, misslungenen Handlungen und Witzen auftreten.[27][28][29]
6. Linderung und Heilung von Symptomen innerhalb der Psychoanalyse können durch das Bewusstmachen und Durcharbeiten unbewussten Materials erreicht werden.[30][31]

Die Grundzüge der Psychoanalyse als erste umfassende Theorie des Mentalen unter besonderer Berücksichtigung unbewusster Prozesse wurden Ende des 19. und Anfang des 20. Jahrhunderts von dem Wiener Neurologen Sigmund Freud – anfangs in intensiver Zusammenarbeit mit dem bekannten Wiener Arzt und Begründer der kathartischen Methode, Josef Breuer – entwickelt. Die Auseinandersetzung mit der menschlichen Psyche und auch dem Unbewussten ist freilich älter und kann bis zur antiken Philosophie zurückverfolgt werden. Als unmittelbare Vorgänger Freuds gelten der Naturwissenschaftler Carl Gustav Carus (1789–1869), die Philosophen Johann Friedrich Herbart (1776–1841), Arthur Schopenhauer (1788–1860) und Friedrich Nietzsche (1844–1900), aber auch in den Werken bedeutender Dichter wie Johann Wolfgang von Goethe und Arthur Schnitzler, besonders aber Fjodor Michailowitsch Dostojewski können literarische Analogien psychoanalytischer Theorien gefunden werden. Der Begriff „Unbewusstes“ taucht in einer noch unscharfen Form erstmals bei Eduard von Hartmann 1869 in Philosophie des Unbewußten auf. Freud kommt so gesehen nicht das Verdienst zu, das Unbewusste entdeckt, sondern als Erster eine Methode zu seiner wissenschaftlichen Untersuchung gefunden zu haben. Hierfür entwickelte er insbesondere die Methoden der freien Assoziation, der Traumdeutung und der Analyse von Fehlleistungen. Durch die langjährige Auseinandersetzung mit den Ergebnissen aus seinen Behandlungen theoretisierte er schließlich ein aus drei Instanzen gebildetes Strukturmodell der Psyche. Freud ging davon aus, dass Triebe in der Psyche von der frühen Kindheit an eine Dynamik in Gang setzten, die bestimmend für das weitere Leben ist. Auf der Grundlage dieser Konzepte war es ihm möglich, Erklärungen für pathologische Abweichungen zu finden, die er in seiner spezifischen Therapieform, der Psychoanalyse, anwenden konnte, um Patienten zu behandeln.
Weiterhin untersuchte Freud auch Alltagsphänomene wie Mythen, Bräuche, Witze und die sogar nach ihm benannten „Freud’schen Fehlleistungen“, welche – wie die Träume – zuvor bei der Wissenschaft kaum Interesse erregt hatten.

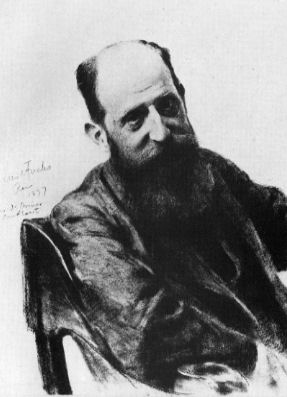
Josef Breuer

Bei jeder Darstellung der Grundlagen von Freuds Theorien – und so auch besonders in Hinblick auf die letztgenannten psychoanalytischen Annahmen – muss zweierlei vorweggeschickt werden:
1. dass Freuds Ansichten und Annahmen nicht in geschlossener Form vorliegen, weil er selbst fast alle seiner früheren Thesen nach und nach revidierte, weiterentwickelte oder gar verwarf, wenn sich ihm neue Erkenntnisse aufgedrängt hatten, und die späteren ohne Kenntnis der früheren unverständlich bleiben.
2. dass die Psychoanalytiker der nachfolgenden Generationen diese Theorien vielfach weiterentwickelten, ergänzten oder gänzlich neue Konzepte und Theorien eingeführt haben, sodass die Psychoanalyse in ihrer zeitgenössischen Form keineswegs mit dem Werk Freuds gleichgesetzt werden darf.

Bei der Weiterentwicklung der Psychoanalyse war ein wichtiger theoretischer Schritt der von einer „one-body psychology“, wie Michael Balint die klassische, Freud’sche Psychoanalyse bezeichnete, zu einer Mehr-Personen-Psychologie. Freuds Triebtheorie war sehr stark an dem mechanistischen Weltbild seiner Zeit orientiert. Triebe liefern hierbei die Energie, die einen komplexen psychischen Apparat in Gang setzen. Störungen entstehen durch die Fixierung der Triebenergie auf frühen Entwicklungsstufen.
Hierbei übernimmt die Umwelt des Individuums eine eher untergeordnete Rolle. Nach der Abkehr Freuds von seiner Traumatheorie stand für lange Zeit fest, dass eher unbewusste Phantasien als reale Erfahrungen die Ursachen für pathologische Entwicklungen darstellen. Die Objekte, also die Personen der Außenwelt, werden mit Triebenergie besetzt, was den eigentlichen Grund für die Aufnahme jeglicher Beziehungen darstellt.
Diese Einstellung änderte sich erst allmählich. Heute betrachtet die Psychoanalyse viel eher die Beziehungen, in die ein Mensch eingebettet ist. Sie betrachtet seine Entwicklung und Reifung immer in Wechselwirkung mit seiner Umwelt. Hierbei stehen die Beziehungen des Menschen zu seinen engsten Bezugspersonen von seiner frühesten Kindheit an im Vordergrund. Die Psychoanalyse untersucht, wie er sich an diese frühen Beziehungen erinnert und diese in seiner Psyche repräsentiert. Auch betont die Psychoanalyse viel eher die realen Umweltbedingungen, in denen ein Mensch lebt und aufwächst, und betrachtet, wie er auf diese Bedingungen reagiert.
Heute existieren vier Hauptrichtungen der Psychoanalyse, die sich gegenseitig beeinflussen und ergänzen, einander teilweise aber auch widersprechen. Die Triebtheorie, die von Sigmund Freud begründet wurde; die Ich-Psychologie, die auf Heinz Hartmann zurückgeht; die Objektbeziehungstheorie, die von unterschiedlichen Autoren eingeführt wurde, und die Selbstpsychologie von Heinz Kohut. Einige Autoren, insbesondere Selbstpsychologen, plädieren dafür, die Triebtheorie endgültig aufzugeben, andere Autoren halten sie jedoch noch für nützlich.
Auch haben sich einige Theorien gebildet, die nicht dem psychoanalytischen, wissenschaftlich-therapeutischen Mainstream entsprechen oder entsprachen. Sie werden im Folgenden kurz skizziert.

### Traumatheorie
Bis 1897, der sogenannten Frühphase der Psychoanalyse, steht Freud ganz unter dem Eindruck der Behandlung hysterischer Patientinnen, die ihm eine vielfältige Symptomatik präsentierten und häufig von sexuellen Übergriffen in ihrer Kindheit berichteten. Aufgrund dessen betonte Freud die zentrale Stellung, welche Traumatisierungen (primär, aber nicht nur sexueller Natur) in der Entstehung von psychischen Erkrankungen zukommt. Später revidierte er diese Auffassung weitgehend zugunsten anderer Faktoren: Das Hauptaugenmerk liegt nunmehr auf inneren Konflikten und den entsprechenden Phantasien; an die Stelle der sog. „Verführungs“- bzw. „Traumatheorie“ tritt die triebtheoretische Begründung psychopathologischer Zustände. Die geschilderten Missbrauchserlebnisse – deren skandalöse Häufigkeit Freuds erster Theorieentwurf nahelegt – entfalten, sofern sie nicht eben nur als Phantasieproduktion (die die Tatsache der infantilen Masturbation ebenso verschleiert wie ihren vornehmlich inzestuösen Vorstellungsinhalt darstellt) zu gelten haben, demnach nur im Rahmen der ödipalen Triebdynamik ihre pathogene Wirkung. Die Traumatheorie, mithin die Erkundung der realen, individuellen Kindheitsgeschichte wird, auf Grund nunmehr behaupteter faktischer Unnachweisbarkeit, durch das überindividuelle, triebtheoretisch argumentierende Ödipus-Modell ersetzt. Die Traumatheorie wird zwar nicht völlig verworfen, gerät jedoch aus dem Fokus analytischer Begründungsstrategie. Praktisch bedeutet diese sogenannte „Kehre“ im Denken Freuds eine theoretische Wendung von passiv zu aktiv: Aus „unschuldigen“ Opfern traumatisierender Übergriffe werden nun aktive, von infantiler Sexualität und ödipalem Begehren gesteuerte (Trieb)-Täter der Phantasie. Die analytisch provozierte Wahrheit, die frei machen soll, besteht nun nicht mehr in der Erinnerung und Bewusstmachung des traumatisierenden Übergriffs (Was hat der Vater/die Mutter/etc. denn da gemacht?), sondern in der Anerkennung der infantilen Sexualität als ödipales Begehren (Was hat die Tochter, der Sohn, der Analysand, die Analysandin denn da gemacht?). Die Abkehr Freuds von der Traumatheorie ist zu einem Skandalon der späteren Psychoanalysekritik geworden.
Objektbeziehungstheoretisch orientierte Psychoanalytiker wie René A. Spitz und Massud Khan haben im Gegensatz zu einmalig auftretenden Extremtraumatisierungen noch die Wichtigkeit so genannter kumulativer Traumatisierungen bzw. Mikrotraumatisierungen herausgestellt. Hierbei handelt es sich um unzählige Male wiederholte Erschütterungen der kindlichen Persönlichkeit durch ein konstant unzureichendes Milieu. Die fatalen Auswirkungen so einer mangelnden Akzeptanz des Kindes auf das in Entstehung befindliche Selbst wurden von Heinz Kohut herausgearbeitet. Insbesondere Psychoanalytiker, die Kinder von KZ-Überlebenden in Behandlung hatten, konnten zudem feststellen, dass schwer traumatisierte Menschen, die ihre katastrophalen Erfahrungen nicht verarbeiten konnten, ihr Trauma in modifizierter Form an die nächste Generation weitergeben (transgenerationale Traumatisierung).
Heute gibt es eine ganze eigene Domäne, welche sich der Analyse und Behandlung von traumatischen Erfahrungen verschrieben hat. Psychoanalytiker haben die Therapie stark weiterentwickelt: die Psychotraumatologie. Gunther Schmidt, Gottfried Fischer und Luise Reddemann sind Vertreter der modernen Traumatherapie (bildgebende Verfahren, Polyvagal-Theorie, Neurowissenschaften).

### Triebtheorie
Nach Freud entstammt der Trieb einem körperlichen Spannungszustand. Er dient der Lebens-, Art- und Selbsterhaltung. Dazu zählen insbesondere das Bedürfnis nach Ernährung und der Sexualtrieb. Der Triebdrang, welcher vom Körperlichen ausgehend einen seelischen Niederschlag, die sog. Triebrepräsentanzen, bildet, erfolgt stetig neu (auch nach erfolgter Befriedigung wieder) und vom Willen des Ich/Bewusstseins unabhängig; dieses vermag jedoch die Verwirklichung der Wünsche umweltangemessen zu lenken und sogar in Richtung der Quelle zurückzudrängen. Die Triebenergie selbst hat Freud als Libido bezeichnet, ihre Gesetzmäßigkeit als Lustprinzip.

### Topographisches Modell und Strukturmodell der Psyche

Schematische Darstellung des Strukturmodells der Psyche nach Freud

Das topographische Modell versucht psychische Inhalte hinsichtlich des Grads ihrer Bewusstheit zu klassifizieren und zu Systemen zusammenzufassen, deren Relationen untereinander von einem Zensor geregelt werden. Das System Bw (Bewusstsein) kann mit einem psychischen Raum verglichen werden, dem es obliegt, Reizkonfigurationen der inneren Welt und der äußeren Realität zu erfassen. Es ist ein Sinnesorgan zur Wahrnehmung psychischer Qualitäten. Das System Vbw (Vorbewusstes) enthält jene psychischen Inhalte, welche zwar momentan im Bewusstsein nicht präsent sind, aber mittels willentlicher oder zum Teil auch unwillentlicher Aufmerksamkeitsausrichtung abgerufen werden können. Das System Ubw (Unbewusstes) besteht aus psychischen Inhalten, welche selbst durch gezielte Konzentration nicht ins Bewusstsein gehoben werden können. Es gibt verschiedene Arten unbewusster Prozesse, von denen Freud dem Verdrängten am meisten theoretischen Platz eingeräumt hat. Hierbei handelt es sich um von Individuum und/oder Kultur verfemte Impulse und Vorstellungen, die abgewehrt bzw. ins Ubw verdrängt werden. Die therapeutische Erfahrung hat Freud gelehrt, dass die verdrängten Inhalte sich in entstellter Art wieder Zugang zum Bw verschaffen (Wiederkehr des Verdrängten).

### Entwicklungspsychologie
Die Psychoanalyse geht davon aus, dass die menschliche Persönlichkeit sich das ganze Leben über in Entwicklung befindet und dabei verschiedene Phasen mit je besonderen thematischen Schwerpunkten durchläuft. Besonders prägenden Einfluss auf die erwachsene Form der Psyche haben die frühen Phasen der Entwicklung, deren Störung durch erhöhte Vulnerabilität und/oder ein inadäquates Milieu pathologische Entgleisungen anbahnen kann. In der psychoanalytischen Entwicklungsforschung werden sowohl Informationen erwachsener Personen über ihre Kindheit als auch direkte Beobachtungen von Individuen in den entsprechenden Entwicklungsphasen zur Theoriebildung benutzt. Freud konzentrierte seine theoretische Aufmerksamkeit hierbei auf die psychosexuelle Entwicklung.

#### Entwicklung der infantilen Sexualität
Die infantile Sexualität wird von Freud als polymorph-pervers bezeichnet, womit zum Ausdruck gebracht werden soll, dass das Kind noch über keine stabile sexuelle Identität verfügt und unterschiedliche Arten des Lustgewinns praktiziert, welche teilweise an sexuelle Devianzen erwachsener Patienten erinnern. Freud postulierte in der Entwicklung der Libido eine orale (1. Lebensjahr), eine anale (ca. 2. und 3. Lebensjahr), eine phallische (4.–5. Lebensjahr), eine Latenzphase, Pubertät und Adoleszenz. Die Entwicklung der kindlichen phallischen Phase (ca. viertes bis fünftes Lebensjahr in elastischen Grenzen) soll in dem sog. Ödipuskomplex kulminieren, indem das Kind seine Liebe auf den gegengeschlechtlichen Elternteil richtet und mit dem gleichgeschlechtlichen Elternteil um dessen Gunst rivalisiert, außerdem in Konflikt mit dem Anspruch auf Zuneigung geratend, den es beiden Elternteilen gegenüber hegt. Form und Brisanz des Konfliktes weisen erhebliche interkulturelle und interfamiliäre Differenzen auf. Der Untergang (auch Verdrängung) des Ödipuskonflikts leitet die Latenzphase ein und wird durch den Verzicht auf den gegengeschlechtlichen Elternteil und die Errichtung eines stabilen Über-Ichs mit Inzesttabu charakterisiert. In der Adoleszenz werden die unterschiedlichen Partialtriebe schließlich unter das Primat der Genitalität gestellt.
Wesentlich erweitert und ausgebaut wurden diese Gedanken Freuds durch Erik H. Erikson, der die menschliche Entwicklung in acht Phasen von der Geburt bis zum hohen Alter einteilte. In seinem Stufenmodell der psychosozialen Entwicklung geht er davon aus, dass die individuelle Lösung jeder dieser Phasen den Ausgang eines ihr inhärenten Konflikts zwischen zwei antagonistischen Tugenden bestimmt. Dabei nimmt die Art der Lösung der vorhergehenden Phasen, welche wesentlich von den Umwelterfahrungen, die der Mensch macht, determiniert wird, einen Einfluss auf Ausgestaltung und Bewältigung der folgenden phasentypischen Krisen. So entscheidet z. B. das grundsätzliche Angenommenwerden des Kindes durch seine Bezugspersonen in der allerfrühesten Zeit des Lebens darüber, ob ein Mensch mit einem gesunden Urvertrauen oder Urmisstrauen durchs weitere Leben geht.
D. W. Winnicott und Margaret Mahler haben ihre Aufmerksamkeit auf die zu Beginn des Lebens enge Verbindung zwischen Mutter und Kind gerichtet und die schrittweise Entwicklung hin zu größerer Autonomie beschrieben. René A. Spitz hat die Entwicklung der Objektbeziehung und den präverbalen Dialog zwischen dem Baby und seiner Bezugsperson untersucht. Seine Forschungen in Säuglingsheimen, in denen die Kinder zwar medizinisch versorgt waren und genügend Nahrung zur Verfügung hatten, aber trotzdem an mysteriösen psychosomatischen Erkrankungen und einer hohen Sterblichkeitsrate litten, konnten den Nachweis erbringen – was zur damaligen Zeit alles andere als selbstverständlich war –, dass der Entzug zwischenmenschlichen Kontakts, die soziale Deprivation, dafür verantwortlich war. Einen bedeutenden Beitrag dazu hat auch John Bowlby geleistet, dessen theoretischer Schwerpunkt die zwischenmenschliche Bindung war. Die Entwicklung einzelner Ich-Funktionen wurde u. a. von Anna Freud thematisiert. Als ein Vorläufer der Objektbeziehungstheorie lässt sich der Psychoanalytiker Victor Tausk anführen, der bereits 1919 in seinem Aufsatz Über die Entstehung des „Beeinflussungsapparates“ in der Schizophrenie auf den Zusammenhang zwischen der Identifikation und Projektion im Zusammenhang mit der Ichentwicklung hingewiesen hat.
Zu den bedeutendsten zeitgenössischen psychoanalytischen Entwicklungsforschern zählen Daniel N. Stern, ein international renommierter Säuglingsforscher, der die Entwicklung des Selbstempfindens beschrieben hat, Robert N. Emde, ein Schüler von René Spitz, der sich unter anderem mit der Entwicklung der Affektivität auseinandersetzt, sowie Peter Fonagy, der sich um die Integration von Bindungstheorie und Psychoanalyse bemüht und die Entwicklung der Mentalisierung und Affektregulierung erforscht. Im deutschen Sprachraum hat sich Martin Dornes auf dem Gebiet der psychoanalytischen Säuglingsforschung einen Namen gemacht. Die Ableitung bestimmter psychischer Störungen von Komplikationen in gewissen Entwicklungsphasen ist gemäß Freuds Konzept der Ergänzungsreihen von physischen, psychischen und sozialen Faktoren begleitet. Entscheidend für den Ausbruch einer psychischen Erkrankung oder Resilienz ist ein kompliziertes Wechselspiel von Risikofaktoren und protektiven Faktoren.

#### Säuglingsforschung
Die Psychoanalyse sah seit ihren Anfängen eine besondere Bedeutung in den ersten Lebensjahren der Entwicklung. Seit den Anfängen der empirischen Beobachtung von Kleinkindern durch psychoanalytische Forscher wie René A. Spitz, Margaret Mahler oder Bindungsforschern konnte durch neue Methoden ein moderner Ansatz in der Kleinkindbeobachtung oder Neonatologie entwickelt werden. Seit den 1970er Jahren erforschen Psychoanalytiker insbesondere die interpersonellen Interaktionen zwischen Mutter und Kind. Hierzu nutzen sie neue Möglichkeiten der Videotechnik, um die sich oft in Mikrosekunden abspielenden gegenseitigen Verhaltensanpassungen in der Mimik und Gestik zwischen Mutter und Kind erforschbar zu machen.
Zu nennen sind hier vor allem die „baby-watcher“: Daniel Stern, der die Entstehung des Selbstempfindens erforscht, Robert N. Emde, der die grundlegenden Affekte des Menschen beobachtete, Joseph D. Lichtenberg, der die Bedürfnisse von Kleinkindern untersuchte, W. Ernest Freud und Beatrice Beebe, die sich mit der Interaktion zwischen Säuglingen und ihren Bezugspersonen beschäftigt haben. Der neonatologische Forschungsansatz wurde im deutschsprachigen Gebiet hauptsächlich durch Martin Dornes bekannt.
Die Ergebnisse der Säuglingsforschung haben einen großen Einfluss auf die psychologische und psychoanalytische Entwicklungspsychologie ausgeübt. Dabei wurden auch kognitivistische Forschungsergebnisse für die Fundierung neuer psychoanalytischer Theorien einbezogen. Die Ergebnisse der Forschung lassen die Entwicklungspsychologie heute davon ausgehen, dass ein Säugling keineswegs, wie vielfach angenommen, ein unbeteiligter Empfänger der Pflege der Bezugspersonen ist. Heute geht die Psychologie davon aus, dass der Säugling bereits mit wenigen Wochen ein aktives, kompetentes, kontaktsuchendes und Interaktion stimulierendes Wesen ist. Entscheidend hierbei ist die Ergänzung der objektbeziehungstheoretischen Beobachtungen der 1950er und 1960er Jahre. Die Interaktion zwischen Kind und Mutter, welche sich auf die spätere therapeutische Interaktion auswirken kann, wird nicht länger als einseitiger, von der Pflegeperson bestimmter Prozess angesehen. Heute muss davon ausgegangen werden, dass eine komplizierte reziproke, also wechselseitige, Kommunikation die Affekte des Kindes und dessen Befinden sowie die Möglichkeit zu deren Regulation stark beeinflusst.
Dieser Umstand hat eine große Bedeutung für die psychoanalytische Theoriebildung, da oftmals von pathologischen Zuständen erwachsener Patienten auf ähnliche Zustände im Kindesalter geschlossen wurde. Heute geht man von einem kompetenten Säugling aus, der keineswegs pathogene Phasen durchlaufen muss. Pathologisch relevante Entgleisungen des Mutter-Kind-Dialoges sind in der zeitgemäßen Psychotherapie und Psychoanalyse der frühen Kindheit auch aufgrund der psychoanalytischen und der Bindungsforschung einer differenzierteren Methodik zugänglich.
Zu dieser Entwicklung können auch Wissenschaftler gerechnet werden, die sich mit der Erforschung der Neuropsychologie und Neurophysiologie befassen, und auf moderne Verfahren zur Untersuchung der Funktionsweise des Hirns zurückgreifen, wie neue bildgebende Verfahren. Diese versuchen, eine Verbindung psychoanalytischer Theorien und Erkenntnisse, die aus den Neurowissenschaften erwachsen, zu knüpfen und beziehen ihre Erkenntnisse teilweise auf die Veränderungen in der psychoanalytischen Theorie.

### Affekttheorie
Die Affekttheorie hat ebenso wie die Triebtheorie verschiedene Umformungen durchlaufen. Freud selbst hat drei Affektmodelle entwickelt und sein Hauptaugenmerk im Zuge dessen stets auf den Affekt der Angst gerichtet, dem ihm zufolge eine Schlüsselstellung in jeder Pathologie zukommt. Im ersten Affektmodell Freuds wird primär die Rolle des Affekts im traumatischen Geschehen untersucht. Freud ging hierbei davon aus, dass der durchs Trauma freigesetzte und in seiner Abfuhr blockierte Affekt für die Symptombildung verantwortlich ist. Später ergänzt Freud diese Annahmen dahingehend, dass der Angstaffekt auch das Ergebnis eines Konflikts zwischen der nach Befriedigung drängenden Libido und deren Hemmung sein kann (so z. B. im Falle der Angstneurose). Mit der Entwicklung des Strukturmodells der Psyche kommt es zu einer neuerlichen Modifizierung der Affekttheorie: der Theorie der Signalangst. Diese hebt den adaptiven Wert des Affekts als Signal an das Ich hervor, eine drohende innere (Trieb) oder äußere (Trauma) Gefahr mit den zur Verfügung stehenden Mitteln (Abwehrmechanismen) abzuwenden. Dieser Signalaspekt des Affekts wird später von der Ich-Psychologie auf weitere differenzielle Affekte wie z. B. Traurigkeit, Ekel, Wut oder Schuld ausgedehnt. Ebenfalls von dieser Schule eingehender erforscht wurde das Verhältnis von Affekt und Vorstellung, also von den emotionalen und den eher kognitiv-imaginativen Erlebensweisen, sowie unbewussten Affekten, welche zwar nicht als solche bewusst erlebt werden, sehr wohl aber ätiologisch relevant für psychische und psychosomatische Symptombildungen werden können.
Die Objektbeziehungstheorie schließlich hat die interaktive Funktion der Affekte unterstrichen. Affekte spielen nämlich auch eine Rolle in der Anbahnung interpersoneller Beziehungen und der Regulation von Subjekt-Objekt-Interaktionen. Heute setzen sich weitgehend Komponentenmodelle der Affektivität durch, welche das relativ ganzheitliche Affektgeschehen als aus Bestandteilen zusammengesetzt ansehen. Ein solches von sechs Komponenten ausgehendes Affektmodell stammt von Rainer Krause. Es untergliedert das Affektsystem in:
1. Expressive Komponente (mimischer und gestischer Ausdruck des Affekts)
2. Physiologische Komponente (endokrine und neuronale Ebene des Affekts)
3. Motivationale Komponente (Innervation der Skelettmuskulatur)
4. Wahrnehmung/Bewusstes Erleben des Affekts
5. Sprachliche Benennung des Erlebens
6. Bewusste Wahrnehmung des Affekts als inneres Bild und als spezifische situative Bedeutung der Welt und der Objekte

Diese sechs Komponenten entwickeln sich nicht ontogenetisch synchron und sind in mehrfacher Hinsicht störanfällig.
Da Affekte mit höherer Geschwindigkeit operieren als rationale Denkprozesse, kann man sie als phylogenetisch ältere und ganzheitlichere Bewertung all unserer Erlebnisse verstehen. Sie sind eine besondere Art der Information im Rahmen von psychischen Regulationsprozessen wie z. B. Triebansprüchen, zwischenmenschlichen Beziehungen oder Werten. So gesehen lassen sich Affekte am adäquatesten als eine Art Interface verstehen, das die psychische Ebene einschließlich ihrer unterschiedlichen Systembereiche mit der biologischen und der sozialen Ebene vernetzt. Das ist auch der Grund, weshalb der Affekttheorie eine Zentralstellung in der gesamten psychoanalytischen Theorie und Therapie zukommt. Die enge wechselseitige Verbindung von Affekt und Kognition hat es mit sich gebracht, dass auch Piagets Ideen zur kognitiven Entwicklung in der Psychoanalyse breit rezipiert und mit der affektiven Entwicklung verbunden wurden (Ulrich Moser).

### Abwehrmechanismen
Das Konzept der Abwehrmechanismen ist eines der am genauesten erforschten und weitgehend akzeptierten Teile psychoanalytischer Theorie. Unter Abwehrmechanismen versteht man unbewusst ablaufende psychische Vorgänge, die die „Aufgabe“ haben, unlustvolle und angsterzeugende Inhalte abzuwehren. Das bedeutet, sie aus dem eigenen Bewusstsein fernzuhalten, insbesondere jene Inhalte, die aus einem neurotischen Konflikt hervorgehen. Gefühle und Affekte wie Scham, Schuldgefühl, seelischer Schmerz, Wut und vor allem die Angst können mit Hilfe der Abwehrmechanismen auf verschiedene Weise unbewusst gehalten werden. Der Abwehrmechanismus ist der Versuch der Lösung und Vermeidung des eigentlichen Konfliktes, trägt jedoch zu dessen Festigung und Fixierung bei. Es kann zwischen unreiferen und reiferen Abwehrmechanismen unterschieden werden.

## Vertreter und Richtungen

### Vertreter der Psychoanalyse
Zu den bedeutenden Psychoanalytikern der ersten Generation zählen neben Freud Karl Abraham, Alfred Adler, Siegfried Bernfeld, Helene Deutsch, Paul Federn, Otto Fenichel, Sándor Ferenczi, Ernest Jones, Carl Gustav Jung, Sandor Rado, Otto Rank, Theodor Reik und Wilhelm Reich.
Wichtige Vertreter der psychoanalytischen Ichpsychologie sind Erik H. Erikson, Anna Freud und Heinz Hartmann.
René A. Spitz und Margaret Mahler begründeten die psychoanalytisch orientierte empirische Säuglings- und Kleinkindforschung.
Die Bindungstheorie, die innerhalb wie außerhalb der Psychoanalyse weite Verbreitung fand, wurde vom englischen Psychoanalytiker John Bowlby und der nordamerikanischen Psychologin Mary Ainsworth entwickelt.
Exponenten der Objektbeziehungstheorie sind Michael Balint, Wilfred Bion, Melanie Klein, William Fairbairn und Donald Winnicott.
Die Selbstpsychologie wurde von Heinz Kohut begründet. Viele zeitgenössische Psychoanalytiker sind dieser Schule zuzurechnen, z. B. Joseph D. Lichtenberg.
Bedeutende Vertreter der Psychoanalyse in Frankreich sind Françoise Dolto, Jacques Lacan, Jean Laplanche und André Green.
Bedeutende Vertreter der Psychonalyse in der Schweiz sind Gaetano Benedetti, Paul Parin, Fritz Morgenthaler und Marguerite Sechehaye.
Die Neopsychoanalyse ist mit den Namen Karen Horney, Harry Stack Sullivan und Erich Fromm verbunden.
Bedeutende zeitgenössische Psychoanalytiker sind außerdem Michael B. Buchholz, Françoise Dolto, Jacques-Alain Miller, Ricardo Horacio Etchegoyen, Mario Erdheim, Peter Fonagy, Otto Kernberg, Marianne Leuzinger-Bohleber, Falk Leichsenring, Horst Kächele, Christa Rohde-Dachser und Daniel Stern.

### Richtungen psychoanalytischer Theoriebildung
Psychoanalytische Ichpsychologie
Die Ich-Psychologie ergänzt die klassische Psychoanalyse um Aspekte der Ich-Entwicklung, der Abwehrmechanismen sowie der Funktionen des Ichs. Als Begründer der Ich-Psychologie werden häufig Anna Freud (Das Ich und die Abwehrmechanismen, 1936) und insbesondere Heinz Hartmann (Ich-Psychologie und Anpassungsproblem, 1939) genannt. Aber schon Sigmund Freud hat einige Aspekte der Ich-Psychologie vorweggenommen.
Psychoanalytische Objektbeziehungstheorie
Die Objektbeziehungstheorie ist eine ursprünglich auf Melanie Kleins Arbeiten zurückgehende Weiterentwicklung der psychoanalytischen Theorie. Unter dem Begriff Objektbeziehungstheorie werden unterschiedliche Ansätze zusammengefasst, denen gemeinsam ist, dass sie die zentrale Bedeutung der frühen Mutter-Kind-Interaktion und der Vorstellungen des Kindes über sich und seine Bezugspersonen für die spätere Beziehungsgestaltung und für die Persönlichkeitsentwicklung herausstellen. Ein weiteres gemeinsames Merkmal ist die Hervorhebung von Übertragung und Gegenübertragung in der Ausgestaltung des psychotherapeutischen Konzeptes.
Bindungstheorie
Die Bindungstheorie beschreibt in der Psychologie das Bedürfnis des Menschen, eine enge und von intensiven Gefühlen geprägte Beziehung zu Mitmenschen aufzubauen. Sie wurde von dem britischen Kinderpsychiater John Bowlby und der nordamerikanischen Psychologin Mary Ainsworth entwickelt. Ihr Gegenstand ist der Aufbau und die Veränderung enger Beziehungen im Laufe des Lebens. Sie geht dabei von dem Modell der Bindung der frühen Mutter-Kind-Beziehung aus. Sie verbindet ethologisches, entwicklungspsychologisches, psychoanalytisches und systemisches Denken.
Eines der großen Anliegen Bowlbys war es, eine wissenschaftliche Basis für den psychoanalytischen Ansatz der Objektbeziehungstheorien herzustellen und psychoanalytische Annahmen empirisch überprüfbar zu machen. Dabei entfernte er sich im Laufe seiner Forschungsarbeit von der Psychoanalyse: Die Bindungstheorie wurde zu einer eigenständigen Disziplin.
Psychoanalytische Selbstpsychologie
Die Selbstpsychologie ist eine psychoanalytische Theorie, die von Heinz Kohut in den 1970er Jahren begründet wurde. Sie beschäftigt sich mit der Organisation und Aufrechterhaltung des Selbst in Abhängigkeit zu den Objekten der Umwelt. Ein zentrales Thema ist dabei unter anderem der Narzissmus und die Fähigkeit des Ichs, realitätsgerechte Vorstellungen über sich selbst („Selbstrepräsentanzen“) zu entwickeln.
Jacques Lacan und die Strukturale Psychoanalyse
Jacques Lacan (1901–1981) war ein französischer Psychoanalytiker, der die Schriften Sigmund Freuds neu interpretierte und radikalisierte. Dies beinhaltete sowohl das Postulat einer „Rückkehr zu Freud“ als auch das Ziel, „Freud gegen Freud“ zu lesen, also ihn dort weiterzuentwickeln, wo er für Lacan hinter seinen eigenen Annahmen zurückblieb. Hierbei griff er unter anderem auf Ansätze und Methoden des Strukturalismus und der Linguistik zurück, später auch auf graphische Modelle der Topologie. Der innerhalb der Psychoanalyse nicht unumstrittene Theoretiker hat unter anderem auf den Poststrukturalismus prägenden Einfluss ausgeübt.
An Lacan anschließend, ihn jedoch aus feministischer Sicht kritisierend, wandten sich Theoretikerinnen wie Julia Kristeva und Luce Irigaray stärker den präödipalen und damit vorsymbolischen Vorgängen zu. Sie lenkten in ihrer Theoriebildung den Blick auf das Körperliche und die infantile Mutterbeziehung. Lacan habe die patriarchale Struktur der Sprache und der symbolischen Ordnung zwar herausgearbeitet, aber gleichzeitig auch befestigt und ein eingeschlechtliches – phallozentrisches – Denkmodell so fortgeführt. Nach Irigaray gibt es in der patriarchalischen Gesellschaft keine wirkliche sexuelle Differenz, sie sei errichtet auf dem Opfer der Mutter. Ziel müsse sein, eine separate weibliche Subjektposition zu erarbeiten.
Neopsychoanalyse und Interpersonelle Psychoanalyse
Die Neopsychoanalyse (englisch: Neo-Freudianism) ist die Weiterentwicklung der Psychoanalyse von Sigmund Freud. Sie hat sich der Individualpsychologie angenähert und Konzepte von Alfred Adler integriert. Die Neo-Psychoanalytiker haben keine Schule gebildet. Jeder hatte eigene Theorien, Stufenmodelle und Konzepte, die von bestimmten Grundideen Freuds abwichen.
Relationale und Intersubjektive Psychoanalyse
Die Intersubjektivität in der Psychoanalyse gründet auf den Arbeiten von Robert D. Stolorow, B. Brandchaft und G. E. Atwood, die unter Einbeziehung der Selbstpsychologie von Heinz Kohut eine erlebensnah orientierte Form psychoanalytischer Theorie und Behandlungspraxis formulierten, die sich in wesentlichen Punkten von der klassischen Konzeption Sigmund Freuds unterscheidet.
Nach Auffassung von Stolorow und anderen entsteht und ereignet sich Erleben im wechselseitigen Austausch von Subjektivitäten, z. B. der des Patienten und der des Analytikers. Die Beobachtungsposition liegt dabei stets innerhalb des gemeinsamen Kontextes, d. h. der Analytiker versucht den Patienten aus dessen Perspektive heraus zu verstehen (Empathie) und bezieht seinen eigenen biographischen Hintergrund in die Reflexion seiner Haltung dem Patienten gegenüber mit ein (Introspektion). Dies hat maßgebliche Konsequenzen für die psychoanalytische Theorie und Praxis, die an zentralen Begriffen der Psychoanalyse deutlich werden.
Eine wichtige Vertreterin dieses Ansatzes ist Jessica Benjamin.
Neuropsychoanalyse
Bei der Neuropsychoanalyse handelt es sich um eine Richtung, die neurowissenschaftliche und psychoanalytische Konzepte miteinander verbinden bzw. füreinander fruchtbar machen will, wobei man sich auf Freud beruft, der seine Karriere als Neurologe begann und eine „naturwissenschaftliche Psychologie“ schaffen wollte. Die Grundlagen der Psychoanalyse sollen durch neurowissenschaftliche Ergebnisse fundiert werden. Exponenten sind Mark Solms, Mauro Mancia, Allen Schore und Daniel Siegel. Vor einigen Jahren wurde die Neuro-Psychoanalysis Society und die Fachzeitschrift Neuro-Psychoanalysis gegründet. Es finden jährlich internationale Kongresse statt und es wurde schon einige Fachliteratur geschrieben. Teilweise wurde die Idee der Verbindung von Neuropsychologie und Psychoanalyse von psychoanalytischen Theoretikern auch kritisiert.
Psychologische Morphologie
Die psychologische Morphologie erweitert die Psychoanalyse nach Freud um gestalttheoretische Aspekte. Auf Basis der psychologischen Morphologie konzipierten W. Ernest Freud und Wilhelm Salber Anfang bis Mitte der Achtzigerjahre schließlich die „analytische Intensivbehandlung“.

## Methoden der therapeutischen Psychoanalyse

### Freud, Breuer und Hypnose
Freud lernte bei seinen Besuchen bei Jean-Martin Charcot wie auch in der Zusammenarbeit mit dem 14 Jahre älteren Josef Breuer die Hypnose als eine Behandlungsmethode bei hysterischen Symptomen kennen. Die Erinnerungen, die unter Hypnose wieder auftauchten, stellten für ihn eine Brücke zum Unbewussten dar und führten zu der Vorstellung, dass Verdrängtes und Vergessenes Ursache für spätere Störungen sein können. Berühmt wurde die von Breuer und Freud gemeinsam veröffentlichte Krankengeschichte der Anna O., bei der Josef Breuer erstmals die kathartische Methode anwandte.

#### Entwicklung der Psychoanalyse aus der Hypnose
Mit der Behandlung von Emmy N. änderte Freud seine Behandlungstechnik und zeigte, dass vergessene Erinnerungen auch ohne Herbeiführung eines hypnotischen Zustandes, durch „Suggestion im Wachzustand“, ermöglicht werden konnten. Mit der Behandlung der Elisabeth von R. gab Freud die Hypnose endgültig auf. Durch die Erfahrungen mit dem Widerstand und den Phänomenen der Übertragung trat auch die Suggestion in der Behandlungstechnik immer mehr in den Hintergrund und wurde durch die freie Assoziation, die Übertragungsanalyse und die Analyse des Widerstands ersetzt. Freud selbst bezeichnet die Ersetzung der Hypnose und der damit verbundenen kathartischen Methode durch Technik der freien Assoziation als die Entstehung der Psychoanalyse als Behandlungsmethode.
Freud benannte mehrere „Unzulänglichkeiten“ der Hypnose, so seien gerade psychisch Kranke häufig nicht hypnotisierbar und die fehlende Erinnerung an das unter Hypnose Erlebte und Erzählte stünden einem bleibenden Heilungserfolg entgegen. Vor allem beschreibt er, dass der Kampf des Patienten zwischen aufkommenden Erinnerungen und Wiederbelebungen und dem Widerstand, für eine dauerhafte Heilung unumgänglich sei und kritisiert die Abhängigkeit des Patienten vom Arzt, die sich durch die Hypnose wie „eine Art Sucht“ einstelle und einer Auflösung der Übertragungsbeziehung zum erfolgreichen Abschluss einer Behandlung entgegenstehe.

### Allgemeine Einleitung
Generell geht die Psychoanalyse davon aus, dass schwere, unverarbeitbare Erfahrungen in der Kindheit verdrängt werden müssen, weil die kindliche Persönlichkeit anderenfalls darunter zusammenbrechen würde. Kein Kind kann zum Beispiel längere Zeit ertragen, von Elternteilen nicht geliebt oder gar teilweise gehasst zu werden. Die Psychoanalyse verspricht sich Heilung von der Bewusstmachung des Verdrängten, oder wie Freud es ausdrückte: „Wo Es war, soll Ich werden.“ Verdrängte Erfahrungen sind einer Bearbeitung und Verarbeitung durch das Bewusstsein entzogen und können nicht in die Persönlichkeit integriert werden. Dies soll in der Analyse allmählich und unter gleichzeitigem persönlichen Wachstum und persönlichem Erstarken, unterstützt von der menschlichen Hilfe der Analytiker, nachgeholt werden. Teilweise muss Trauerarbeit nachgeholt werden, alte Wahrnehmungs- und Verhaltensmuster müssen, nachdem sie als Teil der persönlichen Geschichte erkannt wurden, durch neue ersetzt oder ergänzt werden. Teilweise heilt die Psychoanalyse auch dadurch, dass in der Beziehung zum Analytiker neue, korrigierende Erfahrungen gemacht werden, zum Beispiel, indem in der Analyse zum ersten Mal die Erfahrung einer konstanten, unverbrüchlichen und haltgebenden zwischenmenschlichen Beziehung gemacht wird. Oder an der Person des Analytikers wird erlebt, dass verselbstständigende und Abgrenzungs-Tendenzen keine negativen Reaktionen nach sich ziehen oder dass die Person des Psychoanalytikers jemanden darstellt, der mit erotischen Anteilen einer Beziehung umgehen kann usw.
Unverarbeitete Anteile einer Lebensgeschichte oder Defizite an Nähe und Wärme schränken die Persönlichkeit ein und/oder führen zu unangemessenen Verhaltensmustern. Oft kommt es auch zum Wiederholungszwang. Freud erkannte, dass wir manche für uns kritische und unverarbeitbare Situationen unbewusst immer wiederherstellen (inszenieren), in der gleichfalls unbewussten Hoffnung, dieses Problem doch noch zu lösen. So sucht sich eine Frau, die als Kind unter ihrem kalten, unnahbaren Vater gelitten hat, oft wieder unbewusst einen solchen Ehemann aus und wiederholt mit ihm die alten Kämpfe und Konflikte. Manchmal projiziert sie auch nur diese Merkmale auf ihren Mann und bringt ihn auf unterschwellige Weise dazu, sich so uneinfühlsam wie früher ihr Vater ihr gegenüber zu verhalten. Oft ergänzen sich solche Muster bei Paaren auch auf unheilvolle Weise und führen zu einer Dynamik, aus der die Paare alleine nicht mehr herausfinden.
Eine andere Möglichkeit, wie sich solche Erfahrungen niederschlagen können, sind zum Beispiel Depressionen. Im Verständnis der Psychoanalyse sind Depressionen das Ergebnis von Beziehungsverlusten oder Beziehungsabbrüchen in der Kindheit, die aber nicht in der Schwere des Verlusts gefühlt und betrauert werden konnten, d. h. mit anderen Worten partiell geleugnet werden. Das kann zum Beispiel bei der Geburt eines jüngeren Geschwisters passiert sein, wenn sich die Eltern teilweise oder ganz von dem älteren Kind abwendeten und niemand Augen für dessen Trauer und Wut hatte und ihm durch Verständnis und Zuwendung half, diese Situation zu verarbeiten. Manchmal können solche Depressionen auch erst aufbrechen, nachdem in der gegenwärtigen Lebenssituation ein Verlust durchzumachen war, bei dem unbewusst wieder die ‚alte Wunde‘ aufbrach.

### Das diagnostische Gespräch
Das diagnostische psychoanalytisch ausgerichtete Gespräch wird als unstrukturiertes, spontan ablaufendes Interview gestaltet. Der Schwerpunkt liegt auf dem Beziehungsaspekt, weniger auf dem Inhaltsaspekt. Die Basis des Geschehens bildet die freundlich abwartende und nicht dirigierende Grundhaltung des Therapeuten. Das spontane Verhalten des Klienten gibt Hinweise auf dessen unbewusste Motivationen und psychodynamische Zusammenhänge. Ebenso zeigen sich für den Klienten typische wiederkehrende Verhaltensmuster im Zusammenhang mit seinen zwischenmenschlichen Kontakten. Die offene Haltung des Analytikers fördert beim Klienten das Entstehen einer ersten Bereitschaft zur Übertragung. Wesentlich ist, dass die Anamneseerhebung zu Interessen, Schicksalsschlägen und aktueller Lebenssituation die Dynamik des Erstinterviews nicht unterbricht.

### Das Setting
Die sog. klassische Psychoanalyse findet im Liegen statt, wobei der Analytiker außerhalb des Blickfeldes seines Analysanden sitzt. (Bei anderen Formen, z. B. der Fokaltherapie, sitzen sich beide gegenüber.) Der Grundgedanke der Psychoanalyse ist, dass der Analytiker als Persönlichkeit möglichst im Hintergrund bleibt, quasi eine weiße Wand, auf die der Patient alle seine frühen Beziehungspersonen, wie Vater, Mutter und Geschwister, projizieren kann. Das macht der Patient in der Regel nicht absichtlich oder freiwillig, sondern unbewusst und automatisch. So erscheint der Analytiker zum Beispiel einmal unkonzentriert und wird dadurch zum Vater, der einem nie zugehört hat und sowieso kein Interesse an einem hatte. Die ursprüngliche Wut gegen den Vater richtet sich nun gegen den Analytiker(-Vater) und kann so vielleicht zum ersten Mal wirklich erlebt und gefühlt werden, weil die bedrohliche Aggressivität des tatsächlichen Vaters dies früher eventuell unmöglich gemacht hat. Ein anderes Beispiel wäre, dass dadurch, dass der Analytiker auf ein pünktliches Stundenende besteht, er als versagende Mutter erlebt wird. Oder der Patient erlebt stürmische Verliebtheit in seinen Analytiker, was eine ödipale Situation wiederbelebt usw. Diesen Vorgang der Verschiebung auf den Analytiker nennt die Psychoanalyse Übertragung.

### Die Übertragung
Den Vorgang des Hineinlegens früherer Beziehungspartner und früher Beziehungserfahrungen in den Analytiker nannte Freud die Übertragung. Diese Übertragung ist zentraler Baustein jeder Analyse und wichtiger Bestandteil der Beziehung zwischen Analytiker und Analysand. Ein Beispiel: Es können möglicherweise bei einem Analysanden frühe Erfahrungen der Geschwisterrivalität wiedererweckt werden durch einen weiteren Patienten, dem er im Wartezimmer begegnet oder der angesichts eines bevorstehenden Stundenendes gar ungeduldig an die Tür des Behandlungszimmers klopft und so die Stunde des Analysanden stört. Der Mitpatient wird dann vielleicht als verdrängendes Geschwister und der Analytiker als treuloser Beziehungspartner erlebt. Das kann sich zum Beispiel in heftigen Angriffen gegen den Analytiker äußern, der solchem Verhalten von Seiten des Mitpatienten nicht in ausreichendem Maße einen Riegel vorschiebe. Solche und generell Alltagssituationen, die in den Stunden besprochen werden, erlauben es oft, frühe Erfahrungen in Zusammenarbeit mit dem Analytiker wiederzubeleben und neu zu verarbeiten.
Man unterscheidet positive und negative Übertragung. Bei der positiven Übertragung werden positive Anteile früherer Beziehungen auf den Analytiker projiziert, bei der negativen Übertragung negative Anteile.
Die Gefühle und Vorstellungen, die der Analytiker wiederum als Reaktion auf das Verhalten der Patienten bekommt, nennt man die Gegenübertragung des Analytikers. In unserem Beispiel kann sich unser Analytiker vielleicht einen Moment lang völlig unzulänglich, nachlässig und treulos fühlen, so wie der Patient früher seine Eltern erlebt hat. Der Analytiker sollte in seiner eigenen Analyse bzw. Lehranalyse gelernt haben, eigene Gefühle und Vorstellungen von durch Patienten erzeugten Gefühlen und Vorstellungen zu unterscheiden, um angemessen damit umgehen zu können, statt mit dem Patienten unbewusst mitzuagieren.
Wenn der Patient im Analytiker aktuell vor allem Züge von sich selbst sieht, spricht man von einer Spiegelübertragung. Von komplementärer Gegenübertragung spricht man, wenn der Analytiker sich in der Rolle des früheren Beziehungspartners des Analysanden wahrnimmt, zum Beispiel in der Vater- oder Mutterrolle. Von konkordanter Gegenübertragung oder Spiegelgegenübertragung spricht man, wenn in einer Therapiesituation sich der Therapeut mit der Rolle und dem Erleben des Patienten identifiziert, sich in diesen hineinversetzt und das Erleben des Patienten nachempfindet, wie es tatsächlich ist. Somit hat die Gegenübertragung eine wichtige therapeutische Bedeutung. Sie ist heute eine wichtige Quelle für Informationen über die früheren und heutigen Beziehungskonstellationen des Patienten in der objektbeziehungstheoretischen Schule und der selbstpsychologischen Schule. Dort wird sie auch als Grundlage für echte Empathie angesehen.

### Die psychoanalytische Grundregel und das freie Assoziieren
Freud hat eine so genannte Grundregel aufgestellt, die dem Patienten zu Beginn der Behandlung mitgeteilt werden soll, nämlich, dass dieser alles, was ihm in den Stunden einfällt, mitteilen soll, auch wenn er es für bedeutungslos hält oder sich seiner Gedanken schämt. Er solle seine Gedanken nicht hemmen, sondern ihnen freien Lauf in jedwede Richtung lassen, was Freud das freie Assoziieren nannte. Freud nahm an, dass sich in dieser Form verkleidetes, unbewusstes Material äußere und man es so für die Behandlung nutzbar machen könne. Da unbewusste Inhalte zunächst einmal als bedrohlich, peinlich oder schmerzhaft empfunden werden, setzt das Unbewusste des Patienten dem Aufdecken dieser Inhalte einen Widerstand entgegen, ein weiterer wichtiger Begriff in der Psychoanalyse. Der Therapeut geht zu Beginn der Behandlung mit dem Patienten ein so genanntes Arbeitsbündnis ein, d. h. der Patient stellt seinen Wunsch zur Gesundung, seine gesunden Persönlichkeitsanteile und seine Kooperationsbereitschaft mit dem Analytiker in den Dienst der gemeinsamen Aufgabe.
Überspitzt gesagt, wird das Verdrängte von Patient und Therapeut als „unbekannte Landschaft“ angesehen, die man mit vereinten Kräften gemeinsam entdeckt. Gerade die gemeinsame Beziehung wird aber durch unbewusste Konflikte immer wieder gefährdet, deshalb ist die Allianz zwischen Patient und Therapeut immer nur teilweise verlässlich und gleichzeitig ist diese Beziehung der Punkt, an dem die Werkzeuge der Psychoanalyse wirksam angesetzt werden können – was wiederum die Aufarbeitung verdrängter Konflikte ermöglichen soll.
Das Übertragen alter Konflikte auf die therapeutische Beziehung nennt man, bezogen auf einzelne Störungen, auch die Übertragungsneurosen, d. h. die Lebensneurosen werden in der Behandlung zu Übertragungsneurosen. So können sich manchmal schon durch diesen Prozess Alltagsbefindlichkeiten verbessern, weil der Druck der Störung aus dem Alltag etwas herausgehalten werden kann und stattdessen seinen Raum in der Beziehung zum Therapeuten findet. Das Problem ist mit diesem ersten Schritt aber keinesfalls schon gelöst.

### Operationalisierte Psychodynamische Diagnostik
Dieses Manual zur Diagnostik wurde als psychodynamische Ergänzung zu den bestehenden Diagnosesystemen dem DSM IV und dem ICD-10 eingeführt. Es umfasst die wichtigsten psychodynamisch-psychoanalytischen Variablen der psychoanalytischen Theorie, die eine genaue Einschätzung der Probleme des Patienten ermöglichen. So wird eine konzentriertere und besser planbare Psychotherapie möglich. Die Operationalisierte Psychodynamische Diagnostik umfasst fünf Achsen, auf denen die individuellen Probleme des Patienten beschrieben werden können:
- Achse I

erfasst das Krankheitserleben und die Behandlungsvoraussetzungen.
- Achse II

erfasst die Beziehungsdiagnostik, wobei die Übertragung und Gegenübertragung zwischen Therapeut und Patient analysiert wird.
- Achse III

erfasst bewusste und unbewusste innere Konflikte des Patienten.
- Achse IV

erfasst das Strukturniveau, das heißt, die Ausprägung der Fähigkeit, Konflikte zu bewältigen.
- Achse V

erfasst psychische und psychosomatische Störungen in Bezug auf die etablierte deskriptiv-phänomenologische Diagnostik (ICD-10, DSM-IV).

## Geschichte der Psychoanalyse
Die Geschichte der Psychoanalyse begann Ende des 19. Jahrhunderts mit den Arbeiten Sigmund Freuds. Ihre Wurzeln reichen bis ins 18. Jahrhundert zurück, etwa zu Franz Anton Mesmer. Im 20. Jahrhundert wurde die Psychoanalyse zu einer modernen Psychotherapie weiterentwickelt.
Zentrale Medien der psychoanalytischen Fachdiskussionen sind die Psychoanalytischen Zeitschriften und Jahrbücher, die in mehreren Sprachen und Ländern und zu den verschiedenen Ausprägungen und Schulen herausgegeben wurden und werden.

### Verfolgung und Anpassung im Nationalsozialismus
Die Nationalsozialisten lehnten die Lehren der Freud’schen Schule scharf ab und führten gegen die psychoanalytischen Grundannahmen den Begriff „Adel der Seele“ ins Feld. Weil seine Lehren diesen Begriff in den Schmutz gezogen hätten, wurden Freuds Bücher am 10. Mai 1933 auf dem Berliner Opernplatz von nationalsozialistischen Studenten anlässlich der Kundgebung der Deutschen Studentenschaft „wider den undeutschen Geist“ öffentlich verbrannt (begleitet von dem so genannten Feuerspruch: „Gegen seelenzerfasernde Überschätzung des Trieblebens, für den Adel der menschlichen Seele! Ich übergebe der Flamme die Schriften des Sigmund Freud.“). Die am Berliner Psychoanalytischen Institut arbeitenden Analytiker waren zu einem großen Teil Juden und emigrierten. Die verbliebenen jüdischen Analytiker wurden 1935 aufgefordert ‚freiwillig‘ aus der Deutschen Psychoanalytischen Gesellschaft auszutreten. Die verbliebenen nichtjüdischen Analytiker schlossen sich 1936 dem Deutschen Institut für psychologische Forschung und Psychotherapie an. Zu den bekannten Vertretern der in Deutschland verbliebenen Psychoanalytiker gehörten Harald Schultz-Hencke, Felix Boehm und Carl Müller-Braunschweig, der im Oktober 1933 noch schrieb, dass sich die Psychoanalyse bemühe, „unfähige Weichlinge zu lebenstüchtigen Menschen […] umzuformen“.

### Unterdrückung in der Sowjetunion
In der Sowjetunion wurde die Pawlowsche Reflexpsychologie mit der Etablierung des Stalinismus als einzige „politisch-korrekte“ Unterart der Psychologie etabliert. Die vorher von Trotzki teilweise akzeptierte Psychoanalyse geriet auch wegen seines Ausschlusses aus dem inneren Zirkel der KPdSU immer mehr in die Kritik. Der „bourgeoise Individualismus“ sowie die wesentliche Bedeutung der Sexualität in Freuds Theorien wurden mit der sozialistischen Ideologie als unvereinbar empfunden, sozialistische „Freudomarxisten“ wurden marginalisiert und das Staatliche Institut für Psychoanalyse 1925 geschlossen. 1936 wurde dann auch die Verbreitung und das Zitieren aus Freuds Werken ganz von Stalin verboten. All dies blieb nicht ohne Folgen für die DDR, wie die Ostdeutsche Heike Bernhard und die Westdeutsche Regine Lockot in ihrem gemeinsamen Buch über die Geschichte der Psychoanalyse in Ostdeutschland berichten.

## Bedeutung und Wirksamkeit

### Rezeptionsfelder der Psychoanalyse
Die Psychoanalyse als Therapie und klinische Theorie spielt an Universitäten hauptsächlich im Bereich der Psychotherapie, Psychosomatischen Medizin, der Psychiatrie, der Entwicklungspsychologie und in geringerem Ausmaß der Klinischen Psychologie eine Rolle. Rezipiert wird sie als Theorie und Methodik von Literaturwissenschaft, Soziologie, Philosophie, Pädagogik, Film- und Theaterwissenschaften, Kultur- und Sozialwissenschaften. Aus den interdisziplinären Verbindungen, die sie im Laufe ihrer Geschichte eingegangen ist, sind eine Reihe von fruchtbaren Kooperationen entstanden. So z. B. die Psychoanalytische Pädagogik, die Ethnopsychoanalyse, die Neuropsychoanalyse, die Psychohistorie, der Primitivismus und die Psychogeographie. Einige ihrer Termini wie z. B. Verdrängung, Fehlleistung, Unbewusstes, Trauma sind in die Alltagssprache eingegangen, werden aber nur selten in der korrekten Definition des Worts verwendet.
Als Psychotherapiemethode nimmt die Psychoanalyse in der Bundesrepublik Deutschland eine wichtige Stellung neben der Verhaltenstherapie ein. Hier kann z. B. ein begrenztes Stundenkontingent von der Krankenkasse finanziert werden, während in anderen Ländern wie z. B. Österreich Psychotherapie generell größtenteils privat finanziert werden muss. Unter psychoanalytischer Therapie wird häufig die hochfrequente und langandauernde Therapie im Couchsetting verstanden. Allerdings machen die klassischen Psychoanalysen nur einen verschwindend geringen Prozentsatz aller durchgeführten psychoanalytischen Therapien aus und in den meisten Fällen wird in einem niederfrequenten Setting mittlerer Dauer oder mit einer psychoanalytischen Kurzzeittherapie gearbeitet (Analytische Psychotherapie, Tiefenpsychologisch fundierte Psychotherapie, Fokaltherapie, Psychoanalytisch orientierte Psychotherapie).
Entsprechende ambulante Behandlungen sind in Deutschland seit 1967 auch innerhalb der kassenärztlichen Versorgung möglich. Dem waren Wirksamkeitsnachweise für psychoanalytisch begründete Therapien aus dem Zentralinstitut für psychogene Erkrankungen der AOK Berlin durch Annemarie Dührssen und den Berliner Psychologen und Sonderpädagogen Eduard Jorswieck (* 1919) vorausgegangen.
In Österreich erstellte die Medizinische Universität Wien mit Verweis auf vorliegende empirische Evidenz eine Stellungnahme zur Indikationsstellung zu Psychoanalyse und Psychoanalytischer Psychotherapie.
Außerdem haben sich die Beratungsformen der Supervision aus der lehranalytischen Praxis entwickelt. Trigant Burrow und in seiner Nachfolge Wilfred Bion und S. H. Foulkes adaptierten Freuds Behandlungstechnik für das Gruppensetting und begründeten die Gruppenpsychoanalyse. Auch Ruth Cohn übertrug die analytische Arbeit auf Gruppen und entwickelte die Themenzentrierte Interaktion. Abgesehen davon hat die psychoanalytische Theorie und Therapie einen Einfluss auf die Entwicklung vieler weiterer Psychotherapiemethoden ausgeübt. Darunter die Transaktionsanalyse, die Katathym-Imaginative Psychotherapie und die Logotherapie und Existenzanalyse.
Darüber hinaus hatten Psychoanalytiker als Lehrmeister auch einen Einfluss auf Begründer von Psychotherapiemethoden, die sich stärker von der Psychoanalyse abgrenzen als die eben genannten. So wurde z. B. Carl Rogers, der Begründer der Klientenzentrierten Gesprächspsychotherapie, stark vom Psychoanalytiker Otto Rank beeinflusst. Die wichtigsten Vertreter der kognitiven Verhaltenstherapie Aaron T. Beck und Albert Ellis waren selbst ebenfalls Psychoanalytiker. Einige Methoden, die heute in der Verhaltenstherapie zum Standardrepertoire gehören, wurden erstmals bereits von Psychoanalytikern der ersten Generation empfohlen. So hat Sigmund Freud (1919a) die Konfrontation mit dem phobischen Objekt bei Angstpatienten für unumgänglich gehalten und Wilhelm Stekel hat mit der Technik der Reizüberflutung experimentiert.
Der Frage nach den aktuellen Perspektiven der Psychoanalyse widmete sich im Wintersemester 2013/2014 eine Ringvorlesung, die von dem Literaturwissenschaftler Peter-André Alt an der Freien Universität Berlin unter dem Titel Who is afraid of Sigmund Freud? konzipiert war. Fünfzehn Hochschuldozenten aus Psychologie, Medizin, Philosophie, Literatur-, Kultur- und Filmwissenschaft beteiligten sich.

### Wirksamkeit der Psychoanalyse als Psychotherapie
Auf der Grundlage psychoanalytischer Theorien wurden viele unterschiedliche Formen der Psychotherapie entwickelt. Diese Typen von Therapien werden in unterschiedliche Gruppen unterteilt, basierend auf der Länge und dem groben methodischen Vorgehen. Die Hauptgruppen sind psychodynamische Kurzzeitpsychotherapie (STPP) mit einer Dauer von – zumeist – höchstens 30 Sitzungen und psychodynamische Langzeitpsychotherapie (LTPP). Manchmal werden auch spezifischere Untergruppen, wie psychodynamische, supportive Therapie (psychodynamic supportive therapy pst) oder psychodynamische Gruppenpsychotherapie (psychoanalytic group psychotherapy) beschrieben. Eine Metaanalyse untersuchte die Effektivität der psychodynamischen Lang- oder Kurzzeitpsychotherapie, verglichen mit Kognitiver Verhaltenstherapie. Bei Persönlichkeitsstörungen zeigen sich gleiche Effekte. Die Resultate von follow-up-Untersuchungen in einigen Metaanalysen zeigen, dass die Effekte von Kurz- und Langzeitpsychotherapie stabil sind und häufig nach der Behandlung ansteigen, „im Gegensatz dazu haben die Vorteile von anderen (nichtpsychodynamischen) empirisch gestützten Therapien die Tendenz, für die geläufigsten Störungen mit der Zeit abzuklingen“.

#### Psychodynamische Kurzzeitpsychotherapie
Die psychodynamische Kurzzeitpsychotherapie ist gut evaluiert. Viele Studien zeigen, dass die Wirksamkeit und Effizienz vergleichbar ist mit anderen Psychotherapien wie der Kognitiven Verhaltenstherapie (CBT), der am besten evaluierten Therapie. Allerdings haben psychoanalytische Forscher die empirische Psychotherapieforschung lange Zeit vernachlässigt. Aus diesem Grund existieren viel mehr und differenziertere Studien für die CBT. Besonders die Evaluation bei spezifischen Diagnosen wurde vernachlässigt. Einige Metaanalysen zeigten die Wirksamkeit der psychodynamischen Psychotherapie, deren Ergebnisse vergleichbar oder höher als die anderer Arten von Psychotherapie und Antidepressiva waren.
Die Psychodynamische Kurzzeitpsychotherapie ist effektiv bei Angststörungen, Depression, Essstörungen, Persönlichkeitsstörungen, Substanzmissbrauch und Abhängigkeit und anderen.

#### Psychodynamische Langzeitpsychotherapie
Es ist nahezu unmöglich, die psychodynamische Langzeitpsychotherapie in randomisierenden Studien zu überprüfen und mit Kurzzeitpsychotherapie zu vergleichen. Psychoanalytische und psychodynamische Therapien, wie sie weltweit in der Praxis angewendet werden, benötigen häufig 100 Stunden und mehr, oft mit mehreren Stunden in der Woche. Eine klassische Psychoanalyse beispielsweise ist in der Dauer unbegrenzt bei drei bis fünf Stunden pro Woche. Es ist unmöglich, hierbei plausible Vergleichsbedingungen oder auch nur die Kontrollbedingungen, wie die Manualisierung der therapeutischen Methoden, in mehrjährigen Therapien aufrechtzuerhalten. Andere Versuche der Randomisierung scheiterten, da die Teilnehmer einer willkürlichen Zuweisung nicht zustimmen wollten. Aus diesem Grund sind RCTs selten in der Langzeitpsychotherapie. Insbesondere längere Behandlungen mit über 100 Sitzungen scheinen unmöglich mit randomisierten kontrollierten Studien evaluierbar zu sein. Darum nutzen psychoanalytische Psychotherapieforscher prospektive und/oder naturalistische Studien. Mit diesen Studien ist die Effektivität der Therapie messbar, nicht die experimentelle Wirksamkeit.
Lediglich einige Metaanalysen wurden für längere psychodynamische Psychotherapien veröffentlicht. Diese zeigen unterschiedliche Ergebnisse, die verglichen mit kürzeren Psychotherapien von sehr großen Effekten bis zu kleinen Effekten reichen. Allerdings zeigen sich große Effekte bei komplexen psychischen Störungen.
Längere psychodynamische Psychotherapien, wie die „klassische“ Psychoanalyse oder analytische Psychotherapie (mit 300 Sitzungen, zwei bis drei Mal in der Woche) wurden lediglich mit naturalistischen und katamnestischen Studien untersucht. Diese Studien zeigen stabile und hohe Effekte. Ebenfalls zeigt sich eine signifikante Reduktion von Krankschreibungen und Konsultationen des Gesundheitssystems in follow-up-Untersuchungen.

#### Zusammenfassende Auswertung verschiedener Studien
Die British Psychoanalytical Society, eine der großen psychoanalytischen Fachgesellschaften, hat auf ihrer Website die Auswertung einiger evidenzbasierter Studien vorgestellt, unter anderem von Falk Leichsenring, einem Psychotherapieforscher an der Universität Gießen. Ihre Mitteilungen fußen auf einer zusammenfassenden Recherche von Jessica Yakeley und Peter Hobson, Professor für Psychopathologie am University College London, die Beweise für die positiven Wirkungen psychodynamischer Therapien bei verschiedenen psychischen Störungen, einschließlich Depressionen, Angststörungen, posttraumatischen Belastungsstörungen (PTBS) und Essstörungen fanden. Die ausgewerteten Studien bewerteten entweder eine allgemeine Wirksamkeit der psychodynamischen Langzeit- und Kurzzeitpsychotherapie oder die Auswirkungen der psychodynamischen Psychotherapie auf bestimmte Krankheiten. Für eine Reihe von Persönlichkeitsstörungen erwies sich psychodynamische Psychotherapie als wirksame Behandlungsoption und konnte für einen großen Prozentsatz der Patienten signifikante und mittel- bis langfristige Verbesserungen bewirken. In einer Studie mit mehr als 100 Patienten war im Verhältnis zu psychiatrischen Behandlungen überdies ein gutes Preis-Leistungs-Verhältnis festzustellen, da die hohen Kosten psychiatrischer Behandlungen innerhalb von nur sechs Monaten wieder hereingeholt werden konnten.

#### Behandlungsleitlinien (Deutschland)
Die Psychoanalyse wird in der aktuellen S3-Leitlinie für unipolare Depression gleichrangig mit anderen zugelassenen Psychotherapieverfahren als Behandlung der ersten Wahl empfohlen. Bei anderen Störungen, etwa Zwangsstörungen, Panikstörung, sozialen Angststörung, generalisierter Angststörung oder posttraumatische Belastungsstörung wird nur kognitive Verhaltenstherapie als Methode der ersten Wahl empfohlen. Für einige Störungsbilder, etwa Borderline-Persönlichkeitsstörung, soll eine störungsspezifische Therapie angeboten werden, die sowohl auf verhaltenstherapeutischen als auch auf psychodynamischen Methoden basieren kann.

### Ethnopsychoanalyse
Ethnopsychoanalyse ist ein spezieller Zweig der Psychologie und der Ethnologie, die beide Disziplinen berücksichtigt und ergänzt. Durch die Auseinandersetzung des Ethnopsychoanalytikers mit zwei komplementären Disziplinen kann er sich in der Ausübung beider verbessern und tiefere Einblicke in verhaltenswissenschaftlich relevante Phänomene gewinnen. Im Mittelpunkt der Betrachtung steht dabei nicht das beobachtete Subjekt, sondern vielmehr die intersubjektiven Wechselwirkungen von Übertragung und Gegenübertragungsgeschehen in der ethnopsychoanalytischen Feldforschung.

## Kritik und Würdigung
Obwohl Freud die Psychoanalyse wissenschaftlich verortet und ihre methodische Fortentwicklung selbst betrieben und als zukunftsweisende Orientierung hinterlassen hat, wurde und wird sie von manchen Kritikern hinsichtlich des wissenschaftlichen Anspruchs angezweifelt. Seit den ersten Schriften Freuds wird sie mit gesellschaftlicher, philosophischer und psychologischer Kritik konfrontiert, auch aus den eigenen Reihen. Dabei ist die jeweilige zeitliche Einordnung der Kritik zu berücksichtigen, da die Psychoanalyse selbst eine Entwicklung ihrer Theorie und Praxis durchlaufen hat.
„Die Psychoanalyse muss sich weiter modernisieren, wo vorhanden elitäre Strukturen aufbrechen und Antworten auf die Fragen finden, welche die beschleunigte Gesellschaft an unser psychisches Erleben stellt“, so die Psychoanalytiker Jakob Müller und Cécile Loetz unter dem Titel Wie geht es mit der Psychoanalyse weiter? im August 2020 in Tagesspiegel Background. Unter dem Titel Rätsel des Unbewußten betreiben sie seit 2018 eine Website und einen von der Deutschen Psychoanalytischen Vereinigung ausgezeichneten Podcast auf YouTube und sind dabei bemüht, die Psychoanalyse und einzelne ihrer Konzepte laienverständlich aufzubereiten. Dabei legen sie Wert darauf, die „Komplexität der Themen“ ebenso wie „eine wissenschaftliche Fundierung“ beizubehalten. Im Zusammenhang mit der notwendigen Fortentwicklung der Psychoanalyse geben sie in ihrem Tagesspiegel-Artikel zu bedenken, dass die Lehrstühle für klinische Psychologie in Deutschland fast ausnahmslos von Professoren mit verhaltenstherapeutischer Ausrichtung besetzt seien – mit der einzigen Ausnahme von Cord Benecke, der als Psychoanalytiker Professor für Klinische Psychologie und Psychotherapie an der Universität Kassel ist. Allerdings waren auch zu diesem Zeitpunkt bereits andere Psychodynamiker Professoren für klinische Psychologie oder an eigenen Lehrstühlen für Psychoanalyse, beispielsweise Timo Storck an der privaten Psychologischen Hochschule Berlin, Patrick Meurs an der Universität Kassel und Johannes Ehrental an der Universität Köln.
Freuds Psychoanalyse, so das Institut für Allgemeine und Vergleichende Literaturwissenschaft (AVL) der Universität Frankfurt am Main im Jahr 2022, habe „ein neues Lesen hervorgebracht“, nicht nur „von Phänomenen und Symptomen“, sondern „auch von Texten“. Zeugnis dessen legte beispielsweise Dominic Angeloch mit seinem Buch Die Beziehung zwischen Text und Leser ab, dem er den Untertitel Grundlagen und Methodik psychoanalytischen Lesens gab. Die Psychoanalyse sei „fester Bestandteil“ in Theorie und Praxis der Komparatistik und gehöre für die Studierenden „zur Grundausbildung“. Deshalb wandte sich die Geschäftsleitung des Instituts gegen die Umwidmung und damit „Abschaffung des letzten Lehrstuhls für Psychoanalyse in Deutschland“, womit ein wichtiger „Kooperationspartner“ verloren ginge und das Lehrangebot „eine große Verarmung“ erführe.

### Gesellschaftliche Aspekte
Lange Zeit wurden Homosexuelle von der psychoanalytischen Ausbildung ausgeschlossen, weil Homosexualität als behandlungsbedürftige, psychische Störung galt. Diese Auffassung geht jedoch nicht auf Sigmund Freud zurück, der Homosexualität explizit nicht für eine Krankheit hielt. Im Gegenteil schrieb er 1935: „Homosexualität ist gewiss kein Vorteil, aber sie ist kein Grund sich zu schämen, keine Untugend, kein Makel, keine Herabsetzung, sie kann nicht als Krankheit gewertet werden“. Johannes Cremerius nannte die Pathologisierung der Homosexualität und die Weigerung, Homosexuelle zur analytischen Ausbildung zuzulassen, 1992 als einen der wesentlichen Gründe für die Krise der Psychoanalyse. Gegen den Widerstand von Psychoanalytikern strichen die Psychiater in den USA 1973 Homosexualität aus ihrem diagnostischen Handbuch. Im Jahr 1991 distanzierte sich die American Psychoanalytical Association von ihrer vormals diskriminierenden Haltung. Seither können Schwule und Lesben in den USA Psychoanalytiker werden. Dies steht im Einklang mit dem Ansatz der Gay Affirmative Psychotherapy.
Aus den Kirchen wurde der Psychoanalyse vor allem die Rechtfertigung von Unzucht und Pansexualismus vorgeworfen; der Experimentalpsychologe und Franziskaner A. Gemelli, ehemals Rektor der Katholischen Universität in Mailand und Präsident der Päpstlichen Akademie der Wissenschaften, erklärte die Lehre Freuds in der Schrift Psicoanalisi e Cattolicismo (1950) für den Katholiken als unannehmbar.
Der österreichische Schriftsteller, Publizist und Herausgeber der Fackel Karl Kraus nannte die Psychoanalyse „nutzlos“ und bezeichnete sie als eine Geisteskrankheit, für deren Therapie sie sich halte. Der Dramatiker Bert Brecht befand nach anfänglich außerordentlichem Interesse, die Praxis der Psychoanalyse erfülle vor allem die Funktion, den Angehörigen der herrschenden Klasse ihr schlechtes Gewissen zu nehmen. Der Philosoph Ernst Bloch warf der Psychoanalyse in Das Prinzip Hoffnung vor, mit der Konzentration auf die Aufdeckung der Vergangenheit sei sie rückwärtsgewandt, statt sich nach vorn zu richten.
Thomas Mann sah in der Psychoanalyse 1936 eine zu Zukunftshoffnungen berechtigende Mischung des Pionierhaften mit dem Ärztlichen und befand in seinem Vortrag Freud und die Zukunft: „Die analytische Einsicht ist weltverändernd; ein heiterer Argwohn ist mit ihr in die Welt gesetzt, ein entlarvender Verdacht, die Verstecktheiten und Machenschaften der Seele betreffend, welcher, einmal geweckt, nie wieder daraus verschwinden kann.“ Für Peter-André Alt gilt: „Die Moderne zu reflektieren heißt: von der Psychoanalyse begriffen, in ihr eingeschlossen zu sein. Auch der Kritiker entkommt ihr nicht, weil sie ein mächtiges Schwungrad in Gang hält.“ Niemand könne die großen Erzählungen von der Kultur des Menschen mehr aufleben lassen, ohne den Deutungsmustern Freuds Tribut zu zollen.
Erich Wulff und Lucien Sève haben eine marxistisch begründete Kritik an den Prinzipien einer zu einseitigen und als unabänderlich angesehenen einzelpsychologischen und innenpsychologischen Faktoren der Suchtentwicklung vorgetragen.

### Wissenschaftlichkeit
Erkenntnistheoretische Kritik richtet sich sowohl gegen die methodischen Grundlagen als auch gegen die experimentelle Absicherung. Eine der frühen Kritiken stammt von Arthur Kronfeld. Diese Kritik wurde in den folgenden Jahren immer wieder vorgetragen, etwa von Karl Jaspers. Er befürchtete, dass psychoanalytisches Denken lediglich eine fragwürdige Ideologie widerspiegele und kritisierte z. B. die Begriffsbildung des Unbewussten als idealtypisch und somit als nicht in strengem Sinne objektivierbar. Hieraus ergebe sich, dass sie auch nicht falsifizierbar sei.
Karl Popper, der eine Zeit lang bei Alfred Adler in dessen Erziehungsberatungsstellen und Heimen gearbeitet hatte, kritisierte die Theorien Sigmund Freuds als doppelt verschanzten Dogmatismus. In einem Interview, das Popper der französischen Wochenzeitschrift L’Express im Februar 1982 gab, sagte er: „Freud selbst fand es sehr seltsam, daß seine Patienten Freudsche Träume hatten, während die von Adler Adlersche Träume hatten. Und er hat sich die Frage gestellt, ob man darin nicht eine Widerlegung seiner Theorie sehen müßte. Aber er hat einen Schluß gezogen, der die Frage verneint: der Patient versuche nur, sich seinem Psychoanalytiker angenehm zu machen, was ihn dazu bringe, passende Träume zu haben, da das Phänomen der Übertragung ins Spiel komme. So ist dann alles wieder in Ordnung …“ Die Kritik Poppers, bei der Psychoanalyse handele es sich um eine Pseudowissenschaft, wurde immer wieder geäußert, z. B. vom Wissenschaftstheoretiker Anthony Abraham Derksen.
Der Wissenschaftshistoriker Thomas Samuel Kuhn kritisierte – auf einer anderen methodischen Grundlage als Popper stehend – die Psychoanalyse als unwissenschaftlich und betrachtete die Grundlagen psychoanalytischer Erkenntnisgewinnung als zweifelhaft. Diese Kritik wurde insbesondere von Adolf Grünbaum wiederholt. So bekräftigte Grünbaum im Forum der Psychoanalyse im Jahre 2000 seine Kritik an der Freud’schen Psychoanalyse. Ausdrücklich bezog er die Kritik aber auch auf die postfreudianische Psychoanalyse. Er zitierte den Psychoanalytiker Morris Eagle zustimmend mit den Worten: „Die unterschiedlichen Formen der sog. zeitgenössischen Psychoanalyse … stehen auf keinem gesicherteren epistemologischen Fundament als die wichtigsten Lehren und Behauptungen der Freud’schen Theorie. … Es existiert kein Beweis, dass die gegenwärtigen psychoanalytischen Theorien die mit der Freudschen Theorie verbundenen epistemologischen und methodologischen Schwierigkeiten überwunden haben.“ Grünbaum ging davon aus, dass Popper die Problematik zu undifferenziert betrachtet hatte, und vertrat den Standpunkt, dass einige Behauptungen von Freud über die Psychoanalyse, insbesondere die so genannte „Necessary Condition Thesis“, durch klinische Befunde falsifiziert worden seien. Er stufte sie als schlechte Wissenschaft ein. Grünbaum kritisierte außerdem, dass die Erkenntnisgewinnung in der Psychoanalyse problematisch sei, da es in der Behandlungssituation zu Verfälschungen der Beobachtung durch Suggestion komme und somit auch zu einer Verfälschung der Theorie.

### Philosophische Aspekte
Der Existenzphilosoph und Schriftsteller Jean-Paul Sartre übte in seinem wissenschaftlichen Hauptwerk Das Sein und das Nichts eine fundamentale Kritik an der Psychoanalyse, indem er das Grundgerüst dieser Lehre, die Behauptung unbewusster mentaler Zustände und Prozesse, attackierte. Argumentativ ging Sartre hierbei hauptsächlich ontologisch vor. Um das Sein des Unbewussten logisch widerlegen zu
können, wählte er das Beispiel einer dem Bewusstsein unbekannten Lust. Was, fragte Sartre, unterscheidet nun das Bewusstsein der Lust von der Lust selbst? Die Antwort laute, dass es keinen Unterschied gebe. Sie wären eins.
Denn die Existenz der Lust würde nur durch das Bewusstsein ebenjener Lust selbst aufrechterhalten. Sartre schrieb dazu: „Die Lust läßt sich nicht – nicht einmal logisch – vom Bewusstsein (von) Lust unterscheiden. Das Bewusstsein (von) Lust ist für die Lust konstitutiv eben als der Modus ihrer Existenz, als der Stoff, aus dem sie gemacht ist, und nicht als eine Form, die sich hinterher einem hedonistischen Stoff aufprägte. Die Lust kann nicht ‚vor‘ dem Bewusstsein existieren – nicht einmal in Form von Virtualität, von Potenz.“ Dies führt zu dem Schluss, dass es keine unbewusste Lust geben könne, wie es zum Beispiel die Ödipuskomplexhypothese fordert.
In der „Janusköpfigkeit der Psychoanalyse“, die einerseits mit der Schaffung eines neuen Menschenbilds einhergehe und zugleich „falsifizierbare, fehlbare und überprüfbare Einzelwissenschaft“ sei, sieht Micha Brumlik nicht eine Schwäche, sondern eine besondere Stärke. „Die unaufhebbare Asymmetrie zwischen philosophischem Anspruch und einzelwissenschaftlicher Bewährung oder Widerlegung wirkt als belebende Irritation, als jene Impulsquelle, die, wie die Unruhe einer mechanischen Uhr, einen hochkomplexen Mechanismus am Laufen hält.“

### Psychologische Aspekte
Mit dem Verhältnis von Psychoanalyse und Psychologie befasste sich Jürgen Körner im Jahr 1991 unter dem nachdrücklichen Titel Für eine Rückkehr der Psychoanalyse in die Psychologie! – allerdings in einer Zeit, als noch einige Lehrstühle an den Universitäten in Deutschland mit Psychoanalytikern besetzt waren.
Behavioristische Psychologen wie Hans Jürgen Eysenck postulierten die Unerkennbarkeit (Black Box) innerpsychischer Prozesse und warfen der Psychoanalyse vor, sie behindere mit ihren zum Teil mehrjährigen Langzeittherapien eher die Spontanheilung psychischer Erkrankungen, als dass sie zur Heilung beitrüge. Später revidierte Eysenck diese Ansicht mit dem Hinweis, dass der Nachweis der Wirksamkeit seinerzeit noch nicht erbracht worden sei.
Der Bindungsforscher Klaus Grossmann fasst seine Kritik an der Theoriebildung der klassischen Psychoanalyse folgendermaßen zusammen: „Mythologische Einschläge wie Elektra, Ödipus und fragwürdige Metaphern wie Autismus, Symbiose, Introjekt […] usw. zeugen von vielen spekulativen Neigungen mit dem Drang nach einer ideologischen Verfestigung und ohne jegliches aus Neugier, Skepsis und wissenschaftlicher Notwendigkeit genährtes Bedürfnis nach empirischer Überprüfung.“
Emanuel Peterfreund erhob gegenüber der Psychoanalyse den Vorwurf des wissenschaftlichen Adultomorphismus, was sich auf Konzepte wie das des frühkindlichen Narzissmus oder der Allmachtsphantasien des Kleinkindes bezieht: Das Verhalten des Säuglings und Kleinkindes werde aus der Perspektive des Erwachsenen-Ichs rekonstruiert. Peterfreund sprach von einer psychoanalytischen „adultomorphization of infancy“, die zur Mythenbildung geführt habe. Ähnliche Positionen vertraten Jean Piaget und Bärbel Inhelder.
Jens Asendorpf kritisiert an der Psychoanalyse ihre Neigung zu Selbstreferenz (Immunisierung). So werde beispielsweise, wenn ein Klient die Deutung des Analytikers nicht annehmen möchte, dies von der Psychoanalyse als Abwehr und Widerstand gedeutet. Ferner zählt Asendorpf die klassische Psychoanalyse, aufgrund ihrer suggestiven Kraft und der Tendenz zu selbsterfüllenden Prophezeiungen, nicht zu den empirischen Wissenschaften. Eine Charakterformung des Individuums nach Freuds Hypothese einer frühkindlichen Triebregulierung sei entweder nicht überprüfbar oder gelte heute als großteils widerlegt.
Carl Rogers und die Klientenzentrierte Psychotherapie kritisierten vor allem, dass durch die Methode der Deutung die „Selbstverwirklichung“ des Individuums behindert werde.
Für Viktor Frankl und die Logotherapie hat die Psychoanalyse eine „Tendenz zur Reifizierung (d. h. der Verdinglichung des Menschen) und, vor allem, zur Manipulierung alles Menschlichen.“
Häufig auch kommt die Kritik aus Reihen der Psychoanalyse selbst; sie wird nicht selten von prominenten Psychoanalytikern vorgetragen: Johannes Cremerius kritisierte beispielsweise viele strukturelle Aspekte der psychoanalytischen Ausbildung. Weitere berühmte Beispiele für diese „Dissidenten“ sind u. a. Wilhelm Stekel, Sándor Ferenczi, Otto Rank, aber auch Alice Miller und John Bowlby, welche bestimmte orthodoxe Theorien innerhalb der Psychoanalyse kritisierten und zum Teil aus den psychoanalytischen Gesellschaften austraten. In der heutigen Theorie und Praxis der Psychoanalyse sind diese früher verworfenen Theorien teilweise wieder aktuell und dienen als eine Grundlage der Theoriebildung.
Weitere Kritik stammt aus anderen tiefenpsychologischen Schulen. So kritisiert die Analytische Psychologie nach Carl Gustav Jung die Libidotheorie der Psychoanalyse sowie viele spezielle Annahmen und Methoden der Psychoanalyse.

### Fehlentwicklungen und Skandale
In der Geschichte der Psychoanalyse gibt es eine Reihe dokumentierter Übergriffe, Missbräuche und Grenzüberschreitungen gegenüber Patientinnen. Einige Autoren sprechen sogar von einer chronique scandaleuse. So hatte Carl Gustav Jung ein sexuelles Verhältnis zu mehreren Patientinnen, gut dokumentiert ist vor allem seine Beziehung zu Sabina Spielrein um das Jahr 1905/1906. Eine Studie zu sexuellen Übergriffen in Psychotherapie und Psychiatrie aus dem Jahr 2008 zeigt, dass es sich um kein spezielles Problem der Psychoanalyse handelt, sondern die Missbrauchsfälle vielmehr weitgehend über alle Therapierichtungen gleich verteilt sind.

## Sonstige Anmerkungen
1. ↑  So lautet denn auch der deutsche Titel von Jeffrey Massons kritischer Studie zu dieser „Kehre“ (in Anlehnung an Goethes Wilhelm Meister): „Was hat man dir, du armes Kind getan?“. Masson gehört neben Alice Miller zu den prominentesten neueren Renegaten der Psychoanalyse, deren Abkehr durch die traumaverleugnenden Implikationen der triebtheoretischen Lehre begründet ist.
2. ↑  Die Verkehrung der Täter- und Opferposition durch die Triebtheorie induziert ein moralisches Empörungspotential, das ebenso in Freuds hier antithetisch fortschreitender theoretischer Entwicklung angelegt, wie von ihm so nicht intendiert ist; Freud denkt weniger in moralischen Kategorien von Schuld und Unschuld, als vielmehr aitiologisch: Er ist stets auf der (allerdings äußerst ehrgeizigen) Suche nach der ersten, einheitlichen Ursache einer psychopathologischen Erscheinung. Die Sexualität ist hierbei die alles begründende Konstante seines Denkens, sei es im Rahmen der sogenannten „Verführungstheorie“ als vorzeitige Sexualisierung des (unschuldigen) Kindes, sei es als „Ödipuskomplex“ oder im Rahmen seiner frühen Überlegungen zu den „Aktualneurosen“ als permanent frustrierte, aktuelle Erwachsenen-Sexualität, der eine regelrechte Befriedung – mit toxischen Folgen – versagt bleibt. Vgl. hierzu die wissenschaftshistorische Rekonstruktion der Entwicklung der Freud’schen Theorie von F. J. Sulloway: Freud. Biologe der Seele. Jenseits der psychoanalytischen Legende. Köln-Lövenich 1982, sowie: Bernd Nitzschke: Die Debatte des sexuellen Mißbrauchs in Sigmund Freuds Vortrag „Zur Aitiologie der Hysterie“ (1896) – und der Mißbrauch dieser Debatte hundert Jahre später. In: Herta Richter Appelt (Hrsg.): Verführung und Trauma (1896–1996). Gießen 1997, S. 25–38.
3. ↑  Ganz neu ist diese Erkenntnis jedoch nicht: Schon Freud beobachtete, dass kleine Kinder, welche für ihre Unreinlichkeit gescholten werden, diese demütigende Erfahrung kompensatorisch an ihren Puppen, jüngeren Geschwistern und wehrlosen Kleintieren abreagieren, sie abwechselnd schlagen und lieben.